# Histoire des Pays-Bas
Cet article résume l'histoire des Pays-Bas.

## Préhistoire et protohistoire
Géologie des Pays-Bas :

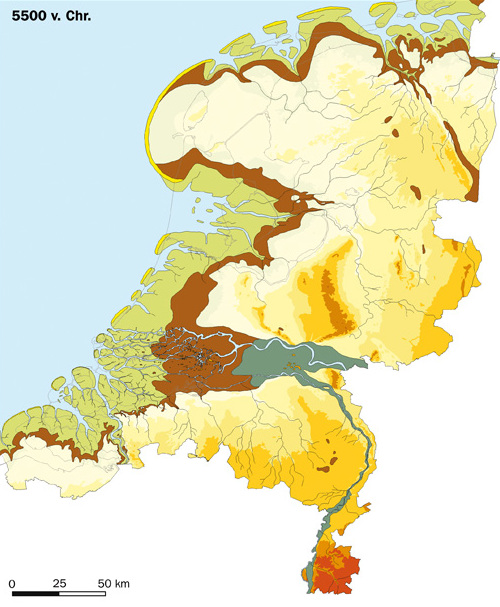
5500 avant l'ère chrétienne (AEC)
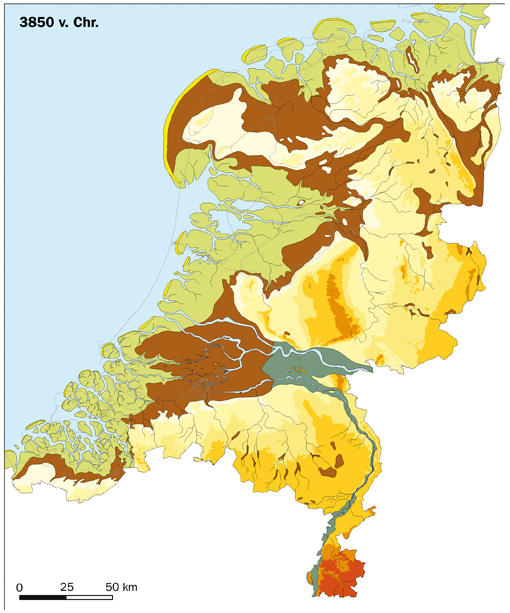
3850 AEC
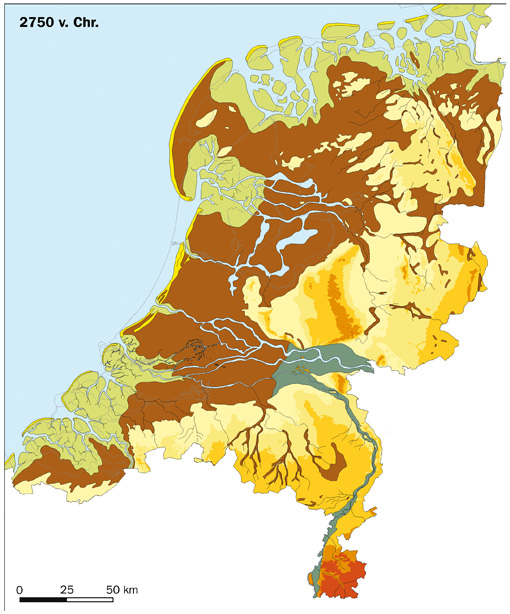
2750 AEC
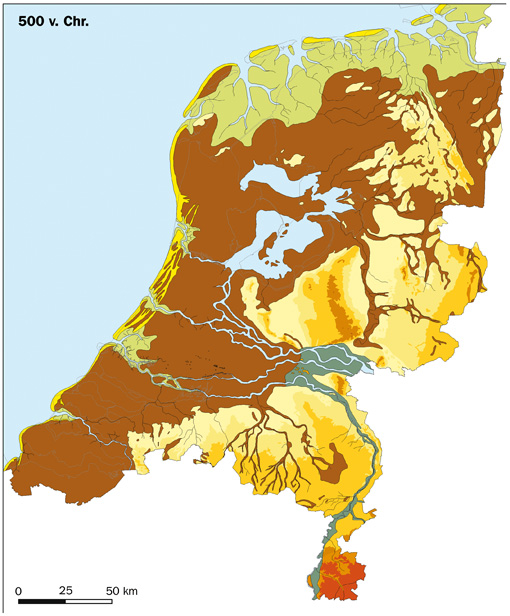
500 AEC
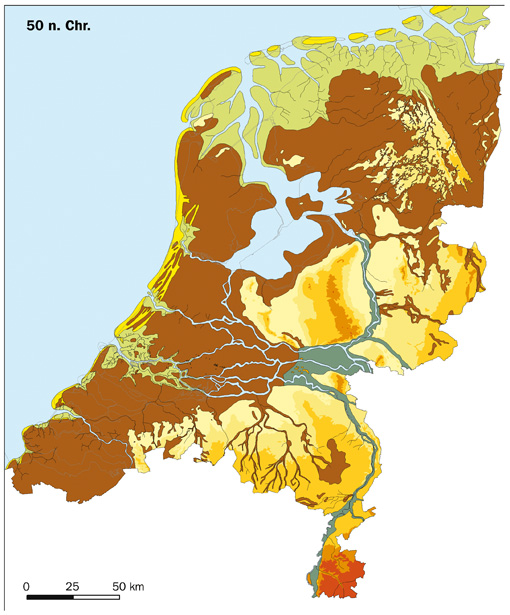
+50
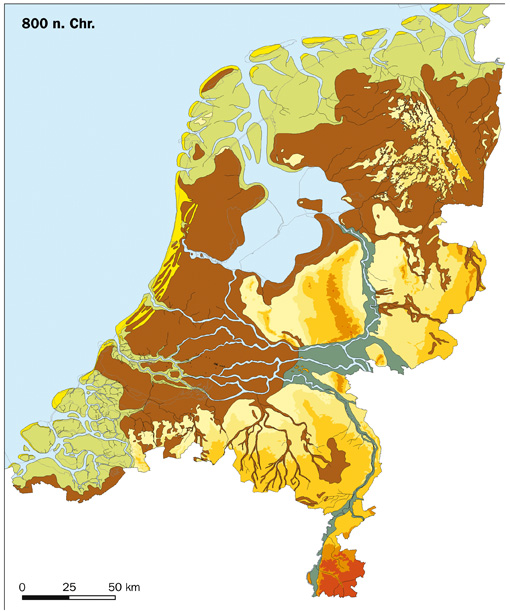
+800

Les Pays-Bas ont été habités à partir de la dernière période glaciaire. Tout d'abord par des chasseurs nomades en particulier dans la Drenthe. 

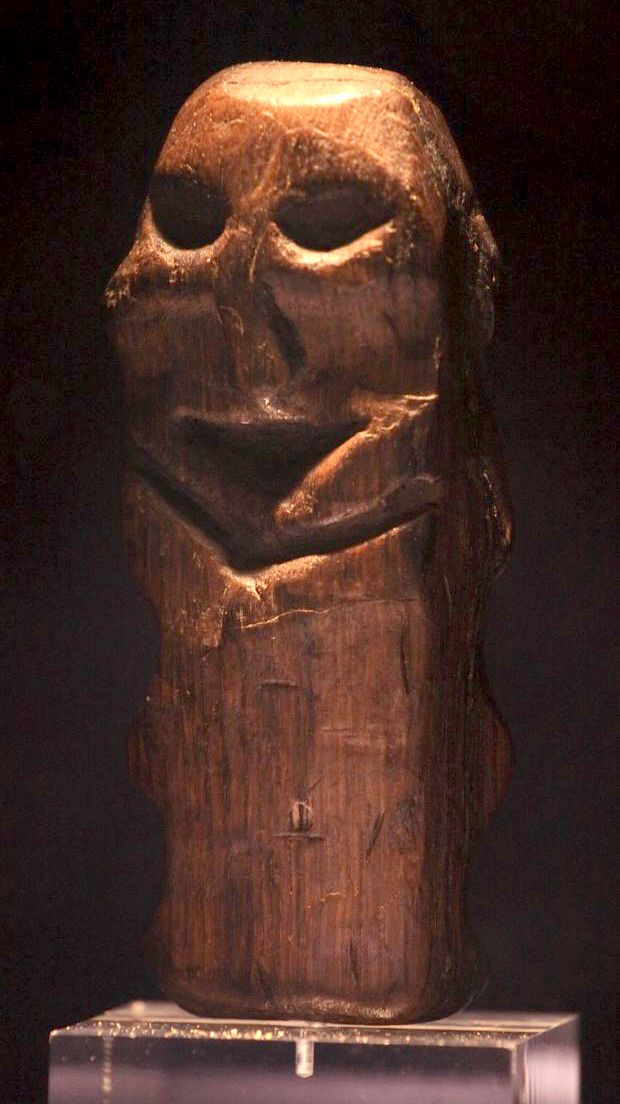
Statuette en chêne, Willemstad, vers 4500

Dans la région, la production de poterie est inventée ou adoptée par les populations de chasseurs-cueilleurs vers 5 000 cal av. J.-C., mais les animaux domestiques, en particulier les bovins, et les céréales n'apparaissent pas avant ca. 4 700 et 4 300 cal av. J.-C., respectivement. À la différence des régions d'Europe continentale, dans la région Rhin-Meuse au sens large, les communautés des zones humides, des zones fluviales et des zones côtières de l'ouest et du centre des Pays-Bas, de la Belgique et de l'ouest de l'Allemagne gardent une ascendance fortement liée aux chasseurs-cueilleurs (pour environ 50 %) et une moindre proportion d'ascendance issue des premiers agriculteurs européens. Cette forte proportion d'ascendance chasseurs-cueilleurs persiste jusqu'à trois mille ans plus tard que dans les régions d'Europe continentale. Cet afflux limité de population pourrait refléter l'écologie unique des paysages de la région dominés par les rivières, qui ne se prêtaient pas à une adoption généralisée du type d'agriculture du Néolithique ancien introduit par la culture rubanée. Cela aurait permis aux groupes de chasseurs-cueilleurs précédemment établis de prospérer et créé une frontière persistante mais perméable, favorisant le transfert d'idées ainsi qu'un faible flux génétique.
Durant la période de la culture de Swifterbant (en) du nord-ouest de l'Europe (environ 4 300 – 4 000 avant J.C.), la céramique est utilisée exclusivement pour le traitement des ressources aquatiques. L'absence de graisses de ruminants et de produits laitiers dans la poterie Swifterbant contraste ainsi fortement avec la poterie néolithique européenne. Ces groupes occupent des sites souvent situés dans les zones humides.
La transition économique majeure ne se produit que plus tard, avec l'introduction de la culture des vases à entonnoir (TRB), vers ca. 4 000 cal av. J.-C..
Dans l'ouest des Pays-Bas, l'arrivée du complexe de la céramique cordée est également exceptionnelle au regard des autres régions européennes où il est généralement associé à des changements démographiques de grande ampleur : ici, les individus des plaines issus des établissements ayant adopté la céramique cordée ne possèdent pratiquement pas d'ascendance steppique. Ainsi, les individus qui ont été enterrés dans des établissements utilisant des biens matériels de la culture de la céramique cordée, ne faisaient pas partie des sépultures typiques de la culture des tombes individuelles, absentes du complexe culturel de Vlaardingen (en).
Vers 3400-3200 avant notre ère, certaines populations liées à la culture campaniforme vont ériger des chambres funéraires sous la forme de mégalithes (dolmen "à couloirs" appelé hunebed en néerlandais) en Drenthe, Overijssel et Groningue. L'apparition de la culture campaniforme dans le delta Rhin-Meuse après 2500 av. J.-C. est associée à un changement démographique d'une ampleur bien plus grande que les événements des millénaires précédents. L'arrivée de ces populations de la culture campaniforme interrompt la longue continuité des chasseurs-cueilleurs locaux et introduit un un changement d'ascendance d'environ 83 à 91 %. La formation locale de vastes groupes campaniformes et leur expansion depuis ces régions a ensuite eu un impact marquant sur une partie beaucoup plus vaste du nord-ouest de l'Europe, y compris en Grande-Bretagne, où son arrivée a été la principale source d'un remplacement de 90 à 100 % des populations néolithiques locales.
Dans le Limbourg, à Fauquemont-sur-Gueule, une exploitation de mines souterraines pour l'extraction du silex est datée vers 3300 avant notre ère. Cette industrie est présente également à Rijckholt dont les mines sont exploitées entre 3950 et 2650 avant notre ère. Mais pour avoir retrouvé, lors de fouilles, de grands poignards en silex jaune en provenance des sites du Grand-Pressigny (en Indre-et-Loire), cela démontre que des échanges existaient déjà sur de longues distances.
Une culture spécifique dite culture d'Hilversum se développe entre 1 870 et 1 050 ans avant notre ère, caractérisée par des artefacts en bronze et des céramiques et rayonnera jusqu'au nord de la France ainsi qu'en Angleterre (notamment les tumuli du hameau de Toterfout, situés dans la commune de Veldhoven).
La crémation des morts est notée à partir de 1500 avant notre ère dans le sud et à partir de 1000 avant notre ère dans le nord. De nombreux tumuli sont répartis sur le territoire, chacun préservant une sépulture ou une urne funéraire. Les urnes funéraires ont été utilisées de 1150 à 800 avant notre ère. Les cas de ré-emploi des tumuli ne sont pas isolés.
Dans la province du Brabant-Septentrional, à Someren, un champ d'urnes (urnenveld en néerlandais), daté de 600 avant notre ère a été découvert en 1991. Les collines funéraires arasées en raison de l'activité des labours agricoles au fil des années, étaient rassemblées et chacune contenait une urne,.
Un autre site remarquable de même type, daté vers 800 avant notre ère, est situé dans le Limbourg. Ce champ d'urnes est situé dans le Boshoverheide (nl), à quelques kilomètres à l'ouest de Weert,. 
Vers 500 avant notre ère, les Frisons s'installent au nord. En raison d'une élévation généralisée du niveau des eaux, ils s'adaptent en édifiant des collines artificielles (terpen en néerlandais) sur lesquelles ils vont vivre et qui vont devenir une caractéristique de leur mode de vie.
Une découverte archéologique récente effectuée lors de la construction de l'échangeur autoroutier Blakenburg, permet d'apporter des connaissances sur l'histoire de Flardingue en Hollande-Méridionale. Un panier de vannage (ou van), daté de 300 avant notre ère, indique qu'au-delà de l'élevage, les agriculteurs qui vivaient dans la région à l'âge du fer ont aussi cultivé des céréales. Des zones de peuplement et des vestiges de fermes de cette époque avaient déjà été découverts lors de fouilles dans les tourbières.
Une momie des tourbières a été exhumée près du petit village d'Yde en Drenthe dans les marais de Bourtange en 1897. Elle est connue sous le nom de Fille d'Yde.

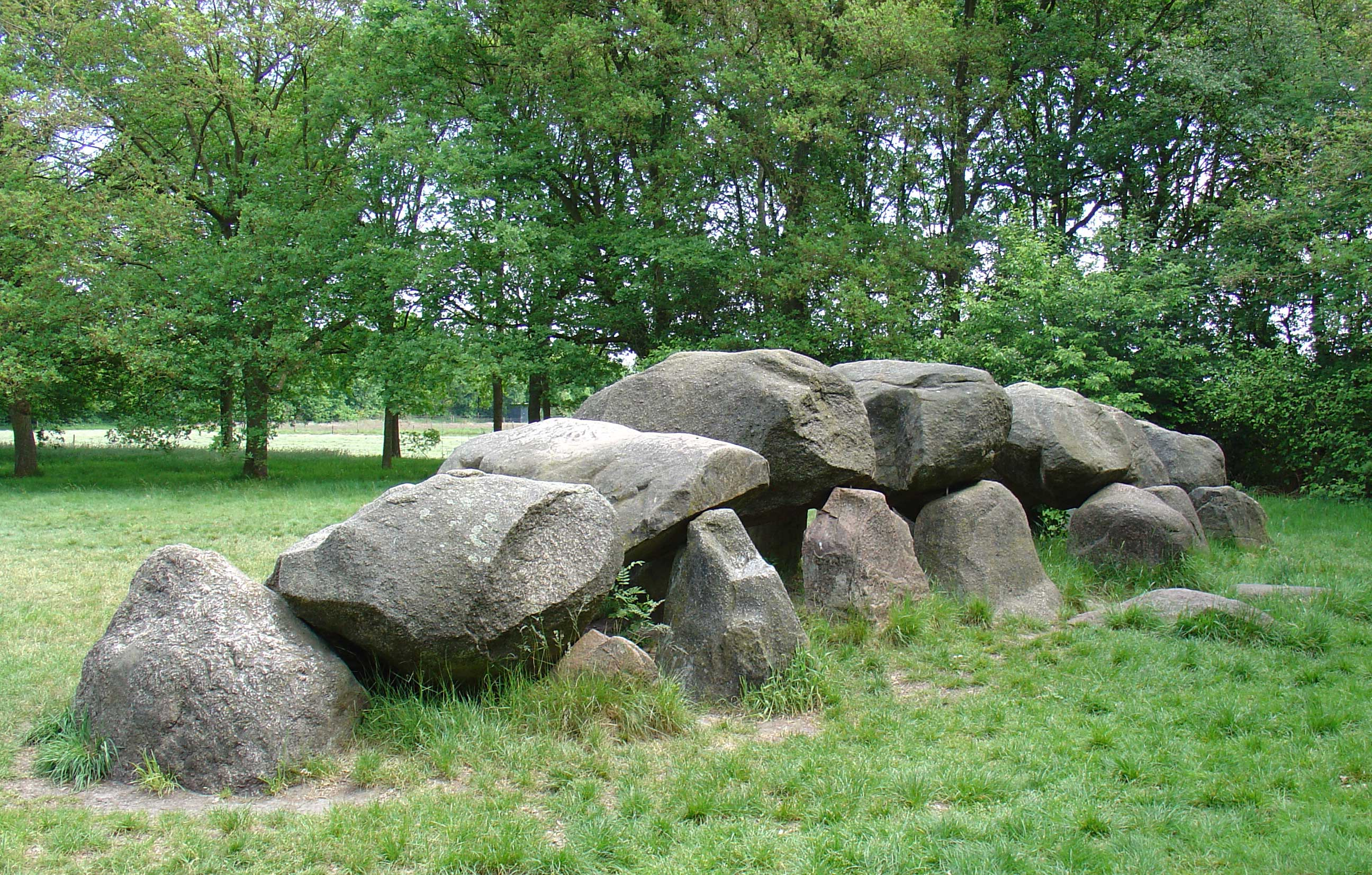
Dolmen D18 près de Rolde.
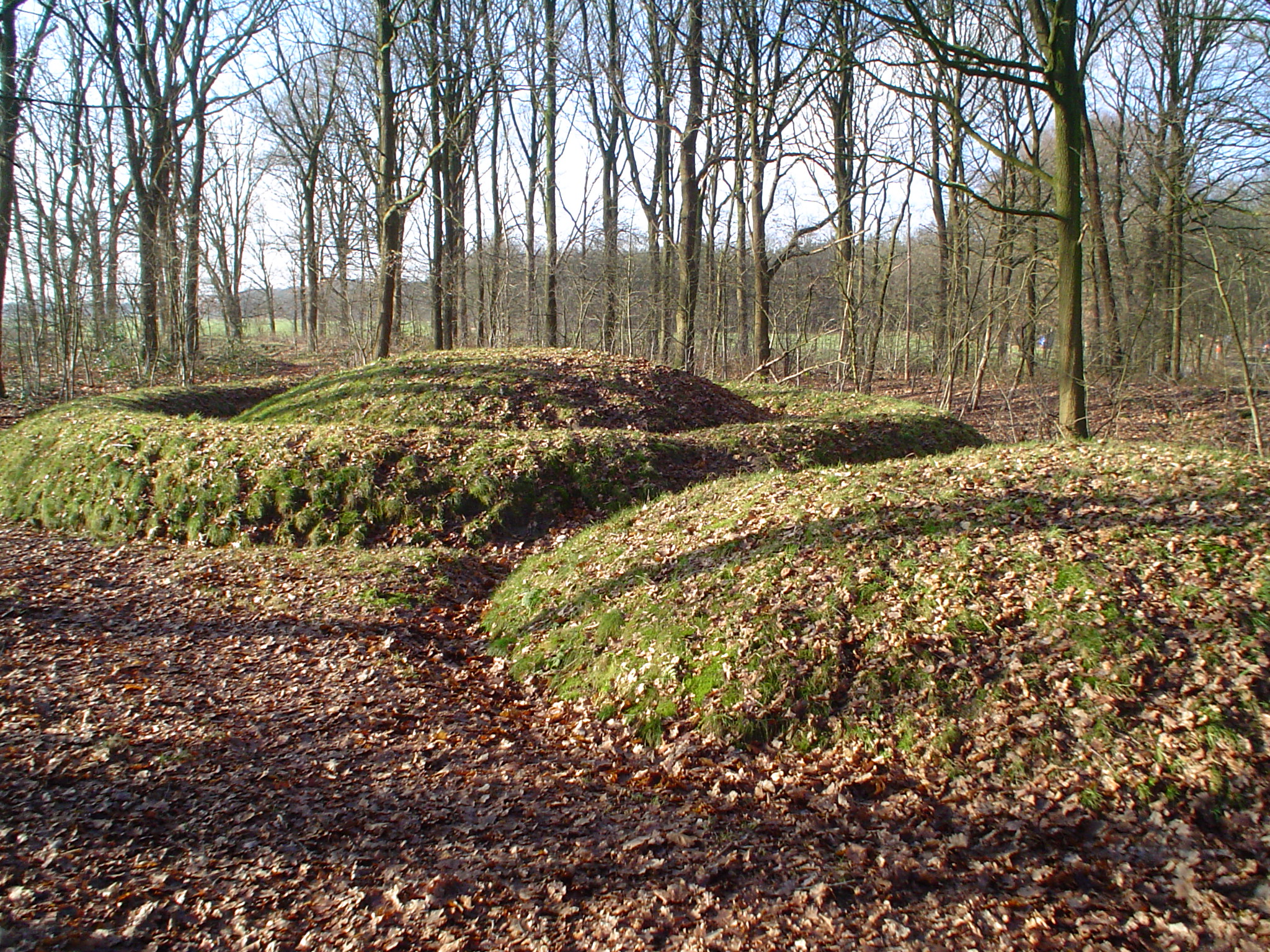
Tumulus près de Toterfout dans la commune de Veldhoven.
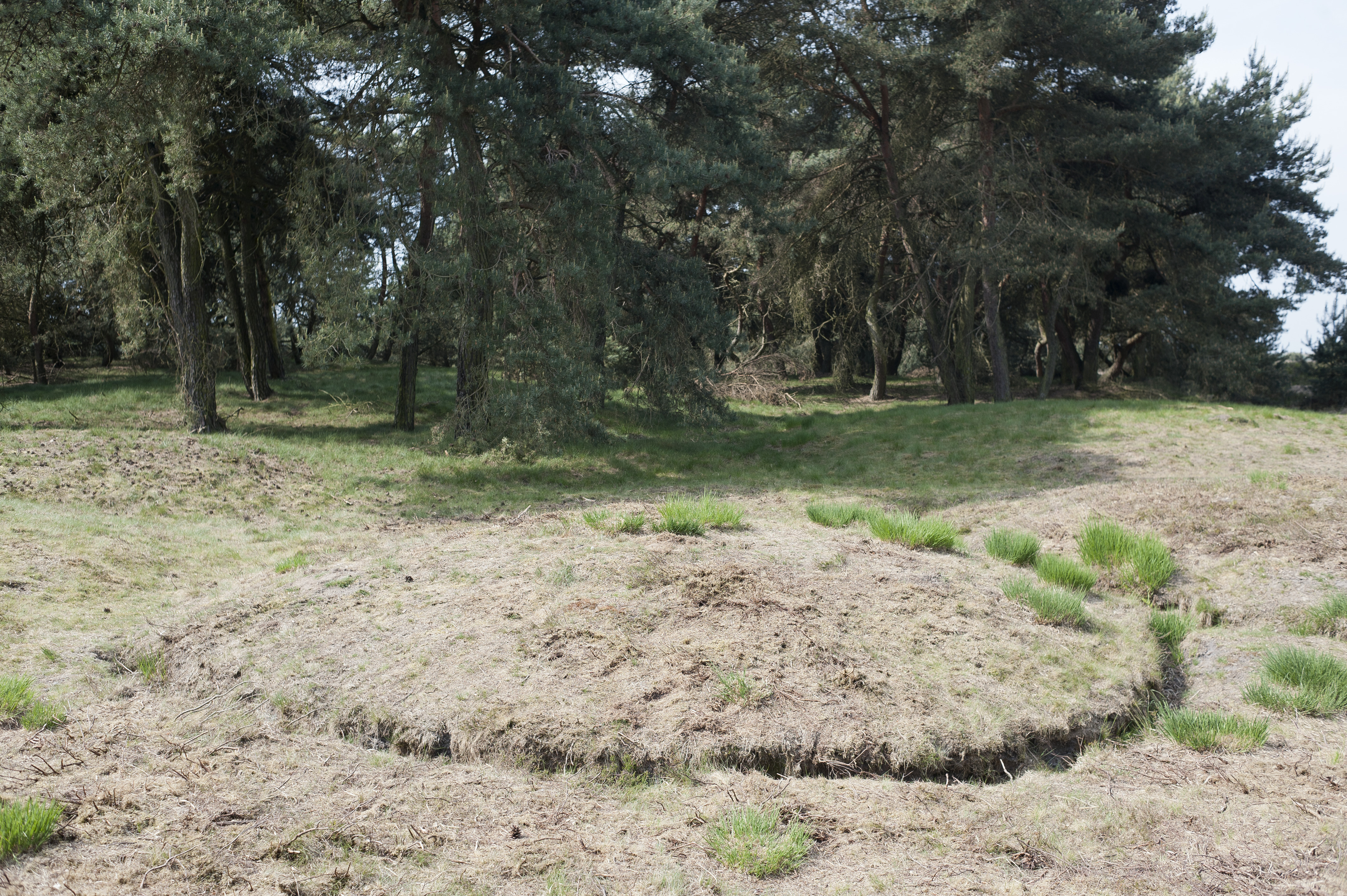
Tombe dans le Boshoverheide près de Weert.
Répartition des tumulus aux Pays-Bas. En rouge les tumuli « ordinaires », en bleu les tumuli avec des champs d'urnes.
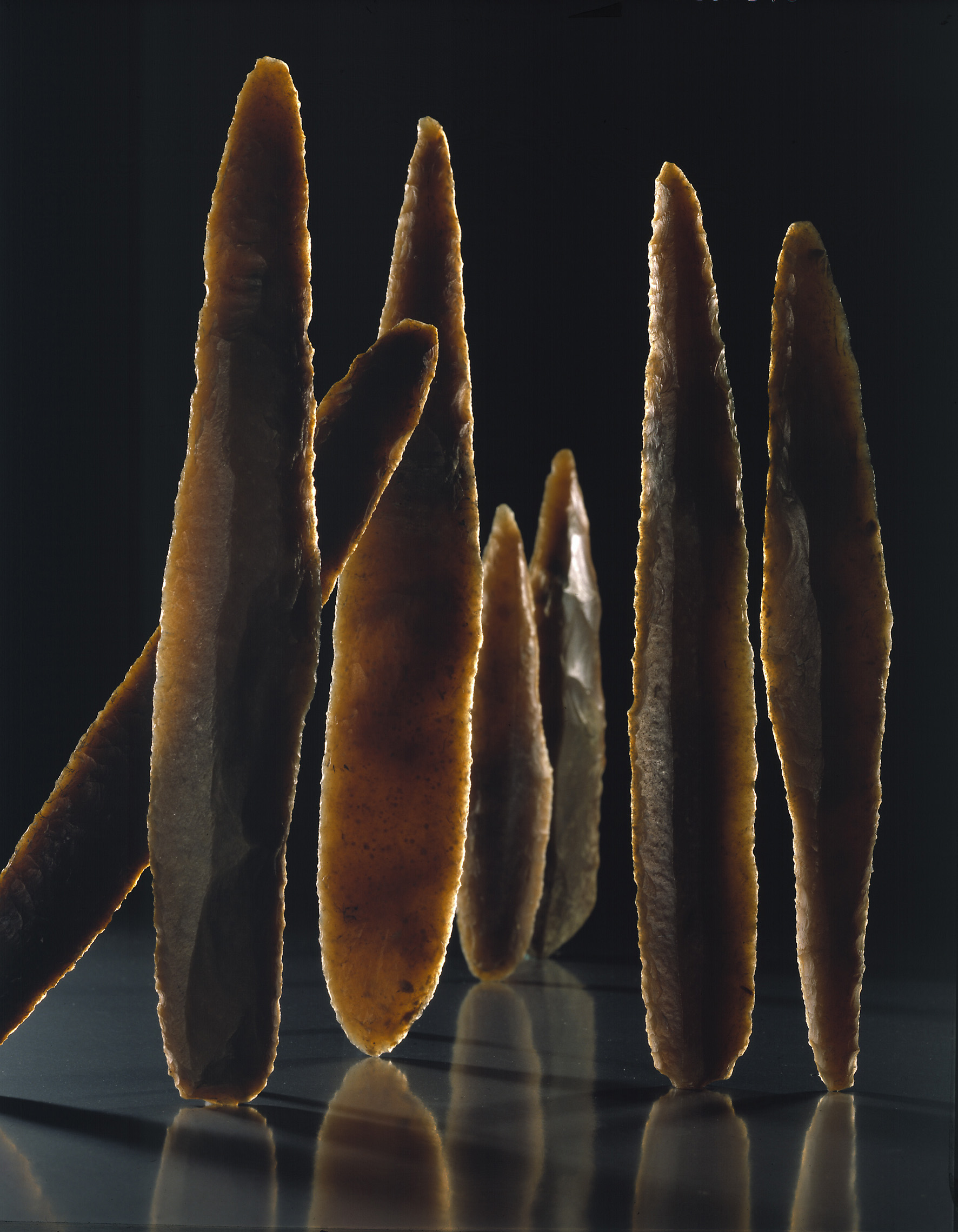
Exemples de poignards en silex, (2700-2200 av. J.C.), Grand Préssigny, Bevaix, Auvernier (Neuchâtel).

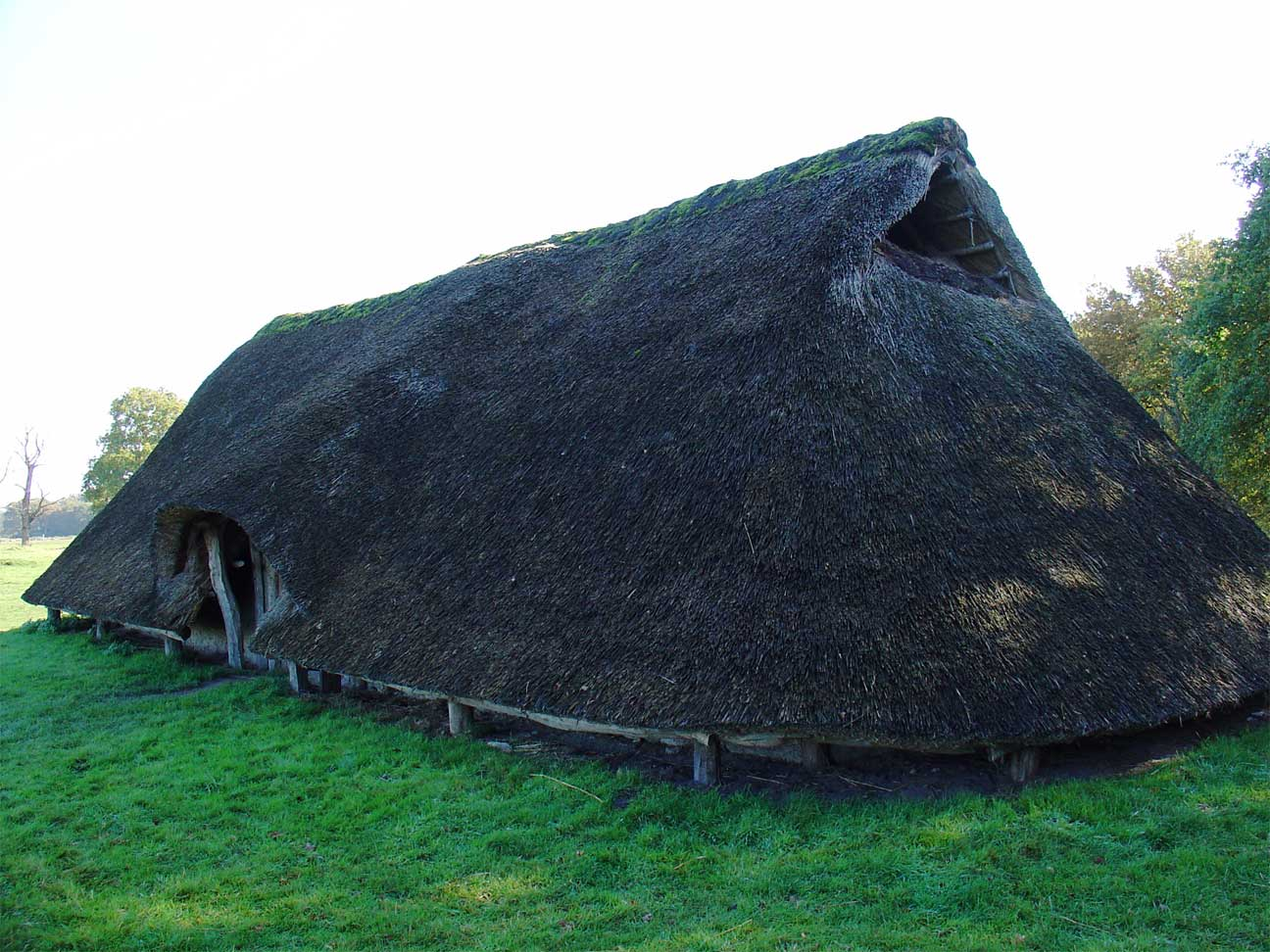
Reconstruction d'une habitation de l'Âge du fer sur le Reijntjesveld près d'Orvelte dans la Drenthe
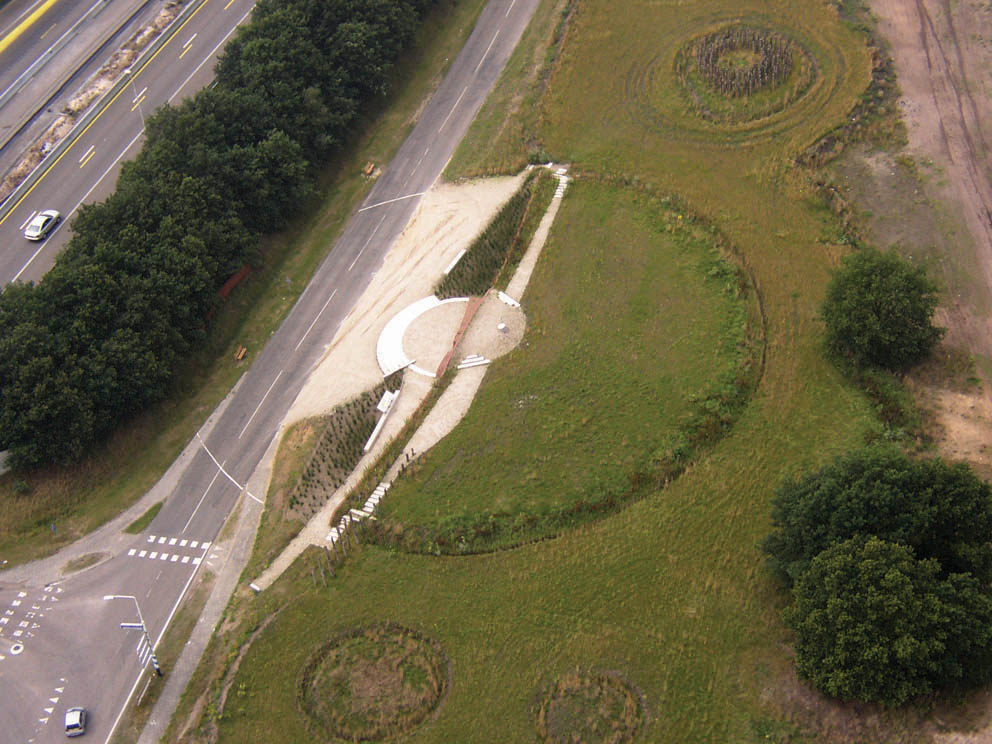
Tumulus, Vorstengraf Oss (en)
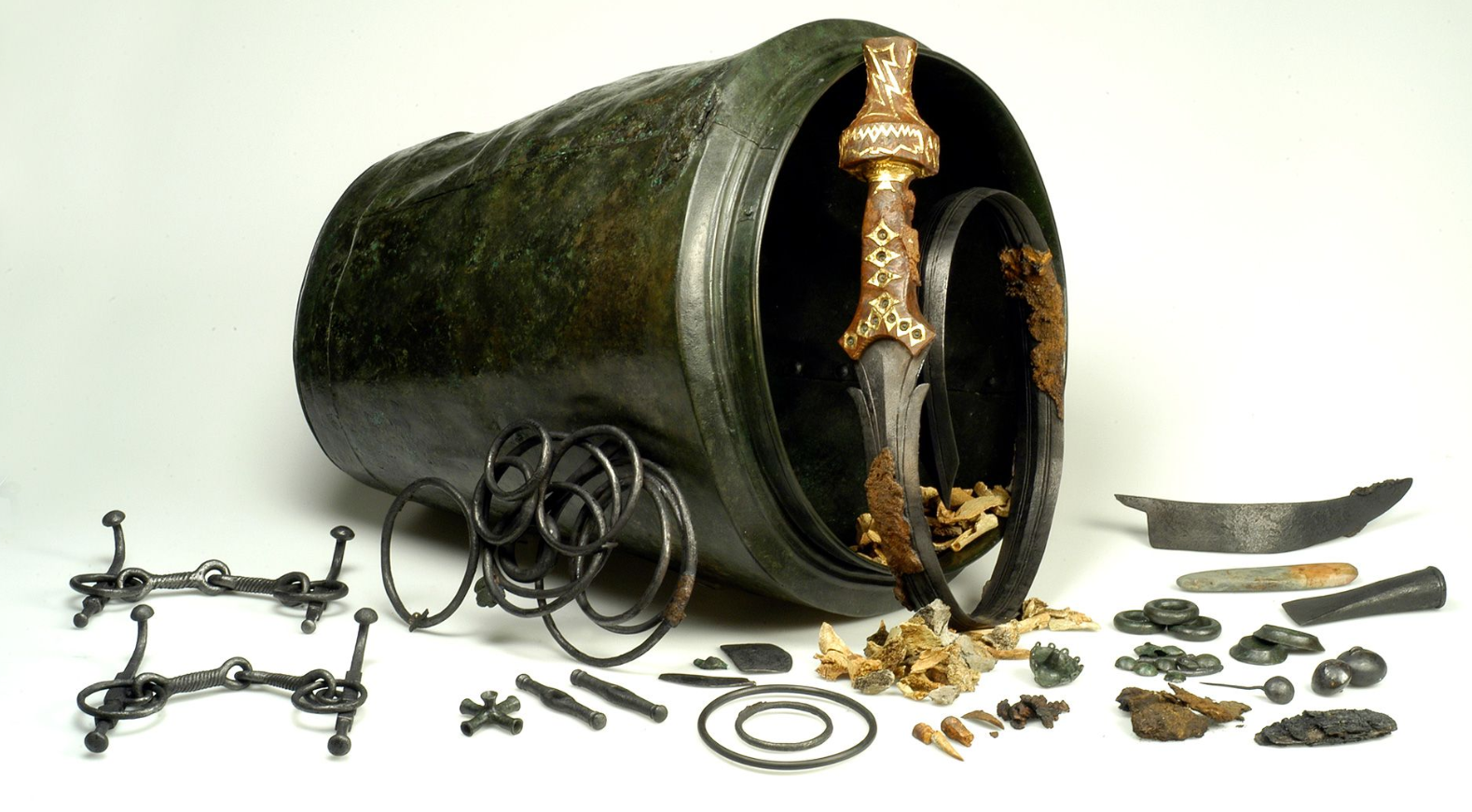
Situle en bronze avec contenu et épée, Vorstengraf Oss, -700
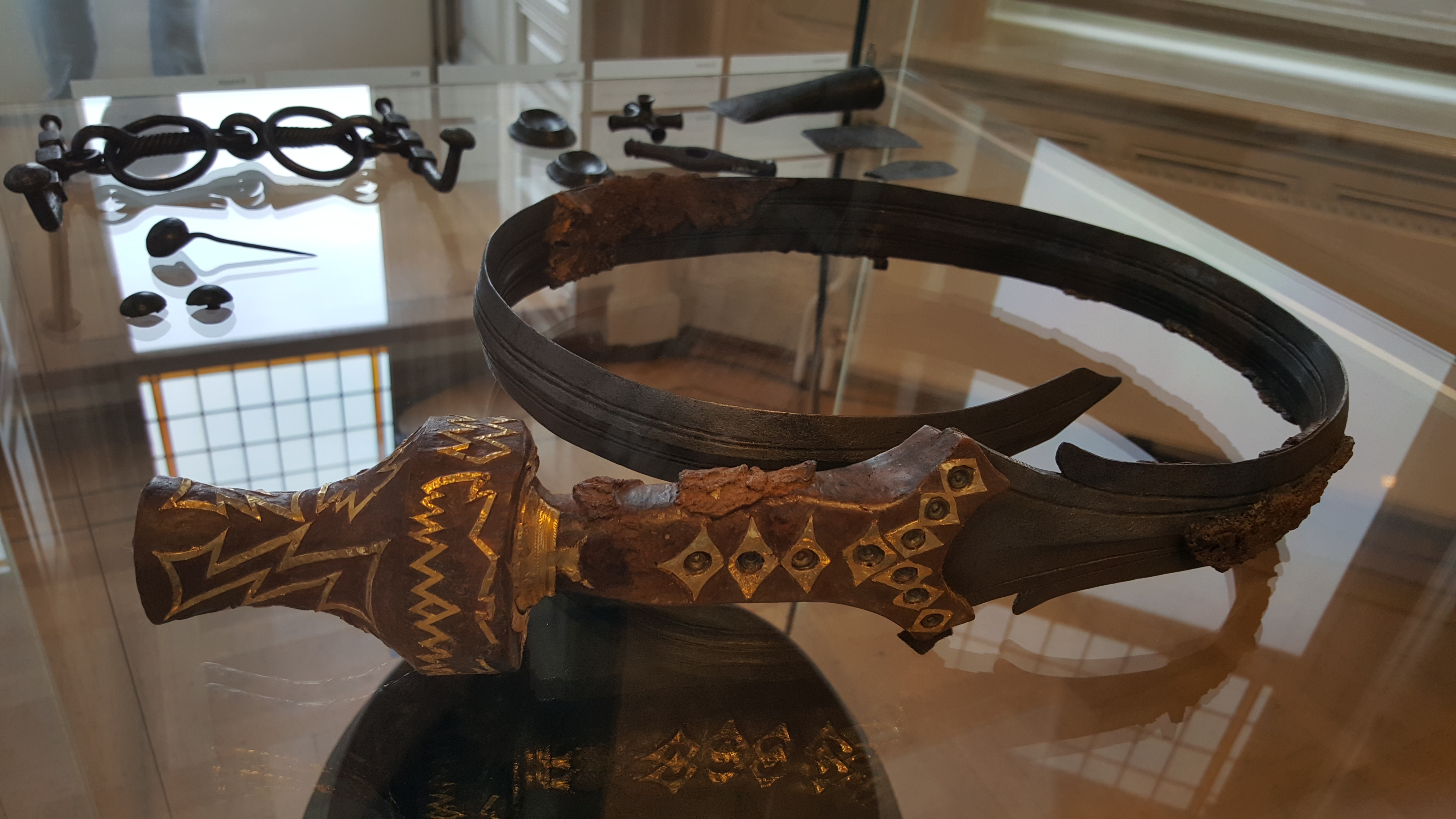
Épée tordue, Vorstengraf Oss

## Antiquité
Plusieurs peuplades habitent alors le territoire actuel des Pays-Bas et de la Belgique. 
Outre les Belgae et les Frisons, les Francs et les Saxons, s'imposent peut-être les Bataves, par la suite assimilés par les Francs saliens. 
Jules César conquiert les Pays-Bas autour de l'année -58, ce qui en fait la frontière nordique de l'empire romain. 
Dans la Guerre des Gaules, Jules César ne fait aucune mention des Bataves. La première référence aux Bataves remonte à l'an -12. Les Romains construisent les premières villes et introduisent l'écriture.
Entre -55 et -10, les Bataves s'installent dans la zone des fleuves (qui deviendra l'"Insula Batavorum" pour les Romains), les Cananefates sur la côte et les Frisons dans le nord.
En 15 av. J-C, Drusus franchit le Rhin et occupe l'Insula Batavorum jusqu'au lac Flevo (Zuiderzee). 
Il organise le creusement d'un canal Fossa Drusiana entre le fleuve et le lac. 
De là, il lance une expédition militaire vers les territoires de la Germanie dite libre (actuelle Allemagne) et les peuples qui y résident.
Sous le règne de Tibère, en 28 apr. J.-C.,, les Frisons se révoltent contre le régime de taxation de l'empire. 
Cet événement permet à ce peuple de négocier le statut d'alliés de Rome.
En 47 apr. J.-C., le général Cnaeus Domitius Corbulo dit « Corbulon », relie les embouchures des rivières du Rhin et de la Meuse par un canal connu sous le nom de « Fossa Corbulonis » (canal de Corbulon).
En 50 apr. J.-C., les Romains définissent le Rhin comme frontière nord-est de l'Empire, en établissant des villes à Utrecht (fondée en 47 apr. J.-C..
Lorsque les Romains construisent un camp militaire près d'un gué sur le Rhin) et à Maastricht (Trajectum ad Mosam où la Meuse peut être traversée à pied, sur la route romaine qui relie Colonia Claudia Ara Agrippinensium/Cologne à Bononia/Boulogne). 
Ils garantissent la sécurité de cette zone et tout particulièrement la navigation sur le Rhin en prolongeant le limes grâce à l'installation de forts, de castellum et de tours de guet. 
Cette partie est ensuite intégrée à la province de la Germanie inférieure.
La partie septentrionale des Pays-Bas, alors en dehors de l'Empire romain, et où les Frisons vivent, est également fortement influencée par son puissant voisin méridional.
Menés par Julius Civilis, les Bataves se révoltent en 69-70 apr. J.-C. Noviomagus est incendiée. 
Les Romains, commandés par Petilius Cerialis, interviennent à nouveau et matent cette rébellion par la force à la fin de l'année 70.
Vers 85 apr. J.-C., sous Domitien, la zone militaire est élevée officiellement au titre de province sous le nom de Germania inferior.
Les légions stationnées en Germanie inférieure sont :
- vers 24 apr. J.-C., XX Valeria Victrix, XXI Rapax, I Germana, V Alaudae
- vers 74 apr. J.-C., VI Victrix, X Gemina, XXXI Rapax, XXII Primigenia
- vers 150 apr. J.-C., I Minerva, XXX Ulpia[20]

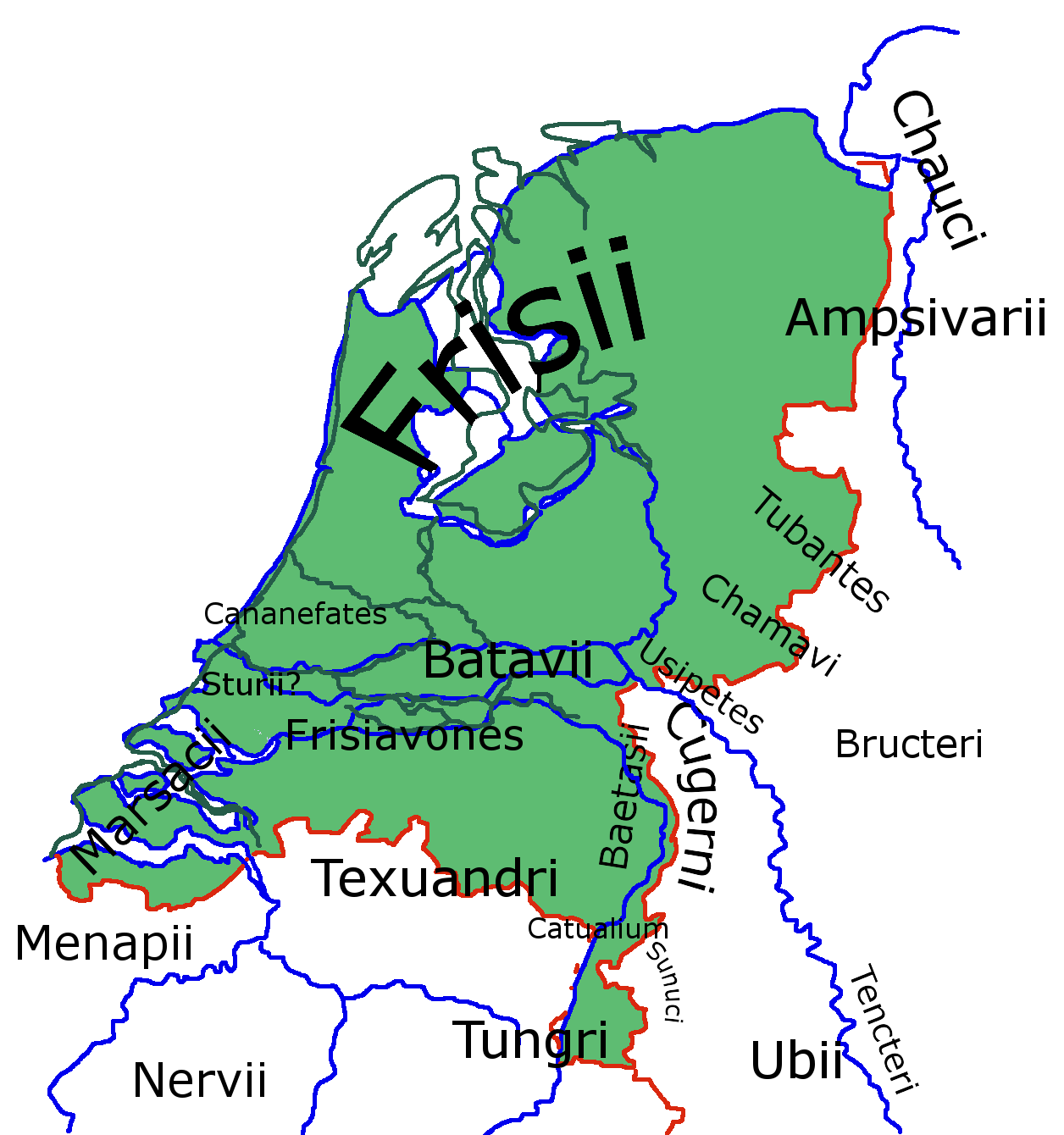
Populations à l'époque romaine
Frontière nord de l'empire romain en 70 après J.-C.
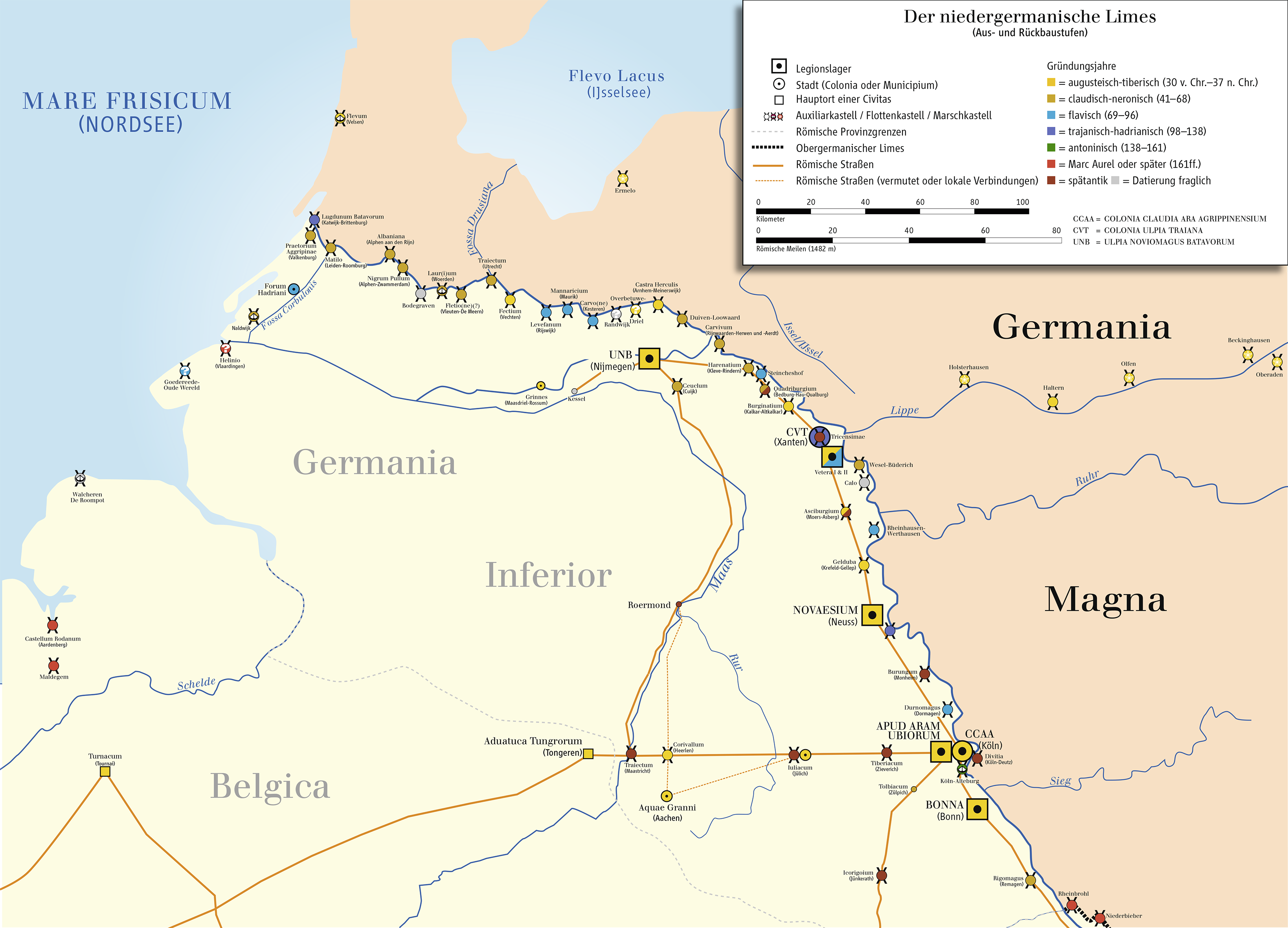
Limes néerlandais
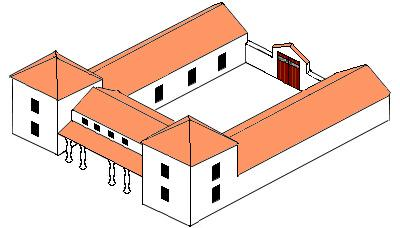
Schéma type de villa rustica dont de nombreux vestiges ont été retrouvés dans le Limbourg.
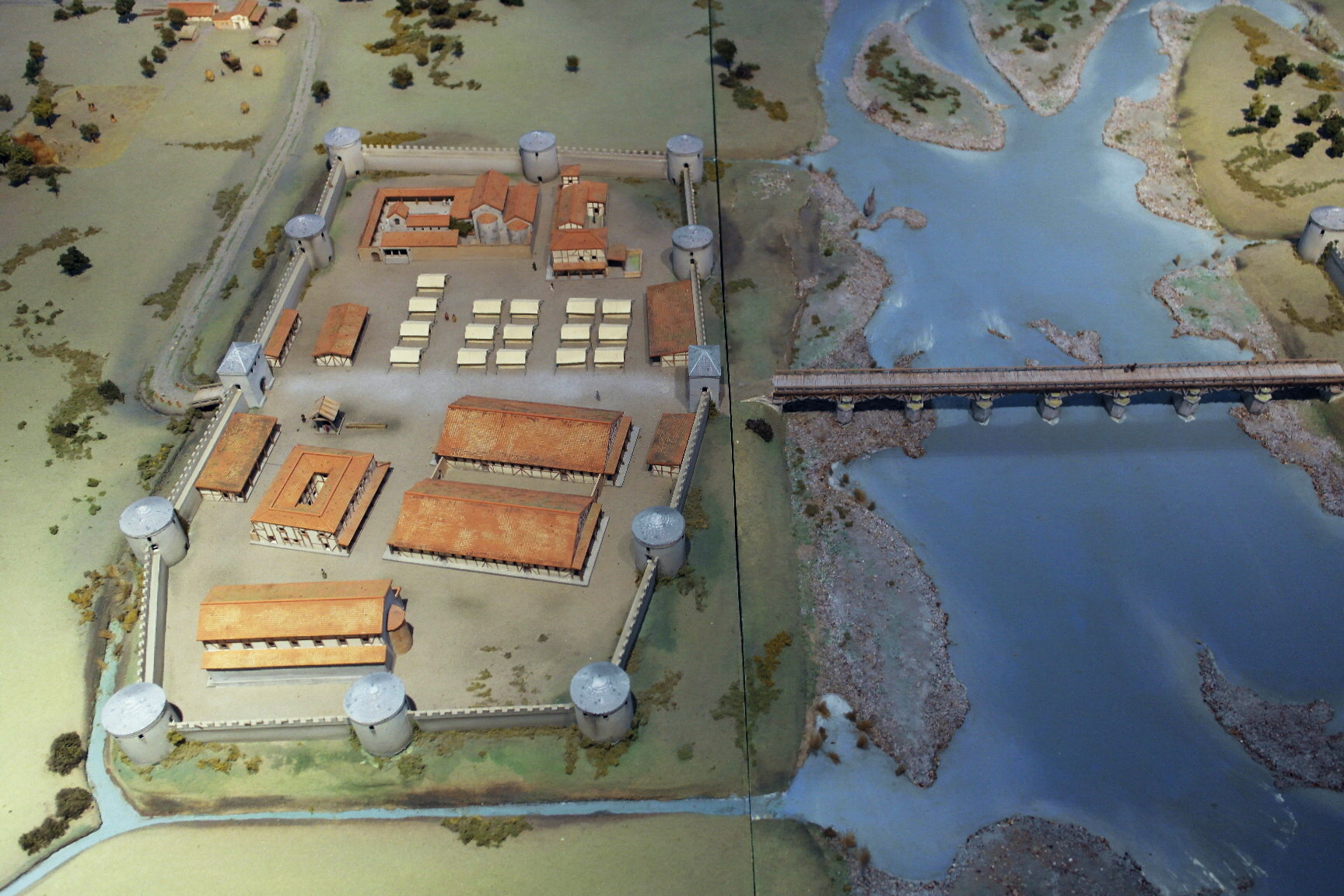
Castellum de Maastricht.

### Quelques places de Belgique et Hollande
- Limes Germanicus, Limes de Germanie
- Liste des établissements romains en Germanie inférieure
- Chaussée romaine de Bavay à Cologne
- Sur le Vieux Rhin
  - Lugdunum Batavorum, Katwijk aan den Rijn, Brittenburg sur le Vieux Rhin
  - Praetorium Agrippinae, Valkenburg (Hollande-Méridionale)
  - Matilo, Leyde
  - Albaniana, Alphen-sur-le-Rhin
  - Nigrum Pullum, Zwammerdam
  - Bodegraven
  - Laurium, Woerden
  - Fletio, Vleuten
  - Traiectum, Utrecht
  - Fectio, Vechten
  - Levefanum, Rijswijk (Gueldre)
  - Mannaricium, Maurik
  - Carvo, Kesteren
  - Castra Herculis, Arnoldi villa, Arnhem-Meinerswijk
  - Duiven
  - Carvium Herwen-De Bijland (Gueldre)
- Atuatuca Tungrorum, Civitas Tungrorum, Tongeren, Tongres (Limbourg)
- Forum Hadriani Municipium Aelium Cananefatium (des Cananefates), Voorburg
- Bagacum Nerviorum, Bavay (Nord, France)
- Ulpia Noviomagus Batavorum, Nimègue (Gueldre)
- Ganuenta des Frisiavons, Colijnsplaat (Beveland)
- Trajectum ad Mosam, [Ad] Treiectinsem [urbem], Maastricht

### Des invasions au royaume des Francs
La frontière romaine du Rhin ne peut plus être maintenue à partir de 250 environ. Les peuples dits barbares s'infiltrent progressivement jusqu'en 406, année durant laquelle un nombre important de germains parvient à envahir la Batavie, la Belgique et les Gaules. La civilisation romaine cède alors la place aux peuples germaniques qui fusionnent avec les habitants pour former trois peuples : les Frisons le long de la côte, seul peuple indigène ayant pu se maintenir, les Saxons dans l'Est et les Francs dans le Sud. Durant la période mérovingienne, Clovis établit le premier royaume franc, qui s'étend jusqu'au Rhin. Après sa mort, les Pays-Bas furent compris dans l'Austrasie. C'est durant cette période que les peuples occupant les Pays-Bas commencèrent à être christianisés, ainsi saint Eloi et saint Lambert convertirent les populations du Sud tandis que les Saxons et les Frisons du Nord résistaient à la christianisation, amorcée par saint Willibrord, et qui ne put être continuée par saint Boniface, celui-ci ayant été assassiné en 754 à Dokkum. La civilisation romaine céda la place aux peuples germaniques qui fusionnèrent avec les habitants pour former trois peuples : les Frisons le long de la côte, les Saxons dans l'est et les Francs dans le sud.
La fin du royaume de Frise survint en 734 à la bataille du Boarn, où les Frisons furent défaits par les Francs, qui conquirent la partie occidentale jusqu'au petit fleuve Lauwers. Les Francs conquirent l'est du Lauwers en 785, quand Charlemagne battit Widukind.

Submersion de la Frise
Empire franc 481-814
Frise en 716
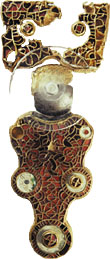
Grande fibule de Wijnaldum
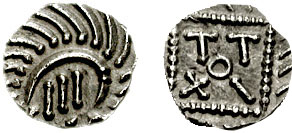
Sceat, piècettes d'argent, vers 700

### Saint-Empire romain germanique
En 843, par le traité de Verdun, l'Empire carolingien est divisé en trois, la Francie occidentale (futur royaume de France en 1205), la Francie médiane, du centre de l'Italie à la Frise, et la Francie orientale (communément nommée Germanie, noyau du futur Saint-Empire romain germanique). 
Le territoire des Pays-Bas actuels fait partie de la Francie médiane, qui va rapidement disparaître : les terres néerlandaises contemporaines sont finalement annexées par l'Empire germanique (traités de Meerssen et de Ribemont). 
La plus grande part des Pays-Bas est alors occupée par les Vikings jutes, menés par Rorik de Dorestad, aux environs de 840 à 880. 
La suprématie viking est stoppée en 920 quand le roi Henri Ier de Germanie libère Utrecht. Les Pays-Bas sont alors réintégrés dans le Saint-Empire entre les Xe et XIe siècles.
De la fin de la période romaine jusque autour de 1100, une grande partie de l'ouest des Pays-Bas est restée à peine habitée. 
Vers 1000, les fermiers flamands et de la région d'Utrecht commencent à acheter les terres marécageuses, les assécher et les cultiver. 
Par ce processus rapide, ce territoire inhabité est occupé en quelques générations. 
Des fermes indépendantes, hors villages, sont construites, ce qui est alors à peu près unique en Europe. 
Avant cette période, dans la région identifiée comme Frise occidentale (Westfriesland), la majeure partie des habitants étaient de langue et de culture frisonne. 
La conquête de nouvelles terres progressant, la région devient au XIIe siècle la région de Hollande. 
Des villes y surgissent et s'épanouissent, particulièrement dans le comté de Flandre et dans le duché de Brabant.
Le Saint-Empire romain germanique ne peut pas maintenir durablement une réelle unité politique. 
Outre l'indépendance croissante des villes, les lois locales transforment les comtés et duchés en royaumes autonomes, et entre ces diverses puissances féodales règne un état de guerre presque continuel.

## Les Pays-Bas bourguignons
Les provinces formant actuellement les Pays-Bas furent progressivement rassemblées, par mariage, achat ou conquête par les ducs de Bourgogne (1342-1477).

## Les Pays-Bas espagnols
Cet ensemble passa par héritage aux Habsbourg, Marie de Bourgogne, la fille de Charles le Téméraire, ayant épousé l'empereur Maximilien Ier. La Frise, l'Utrecht, le Groningue et les Ommelanden, Drenthe et la Gueldre sont rattachés progressivement au domaine des Habsbourg après des décennies de relations conflictuelles avec le duc de Gueldre. Sous le règne de Charles Quint, empereur du Saint-Empire romain germanique et roi d'Espagne, la région faisait partie des 17 provinces des Pays-Bas espagnols qui comprenait également la Belgique et le Nord-Pas-de-Calais actuels.

## La République des Provinces-Unies

La prise de Schenkenschanz en avril 1636 par le prince Frédéric-Henri d'Orange-Nassau.

C'est en janvier 1579 que l'indépendance des Provinces-Unies est consacrée par l'Union d'Utrecht. La république ainsi créée comporte un ensemble de sept provinces (plus leurs dépendances) ayant chacune un parlement, ainsi qu'un gouverneur. Ces provinces sont indépendantes les unes des autres, et peuvent lever les impôts ainsi que des armées séparément. La jeune république des Provinces-Unies ne sera reconnue qu'en 1596 par la France et en 1648 par l'Espagne. Au Sud des Provinces-Unies, le pays de la Généralité (comprend l'actuelle Zélande, Brabant du Nord) forme alors un glacis stratégique entre les Pays-Bas espagnols au sud (la future Belgique) et les Pays-Bas protestants et calvinistes au Nord conduits par Amsterdam.
Le cas des Provinces-Unies à la fin du XVIe siècle est tout à fait particulier, puisque le jeune stathouder Guillaume d'Orange va mener une véritable révolution, connue sous le nom de guerre de Quatre-Vingts Ans, de 1568 à 1648, conduisant les Provinces-Unies à l'indépendance. Les Pays-Bas vont alors entrer dans la période du « Gouden Eeuw » (Siècle d'Or), caractérisée par une grande prospérité économique et culturelle, ainsi que par la fierté des Hollandais, défiant les monarchies voisines (France et Angleterre notamment).

### Les compagnies des Indes

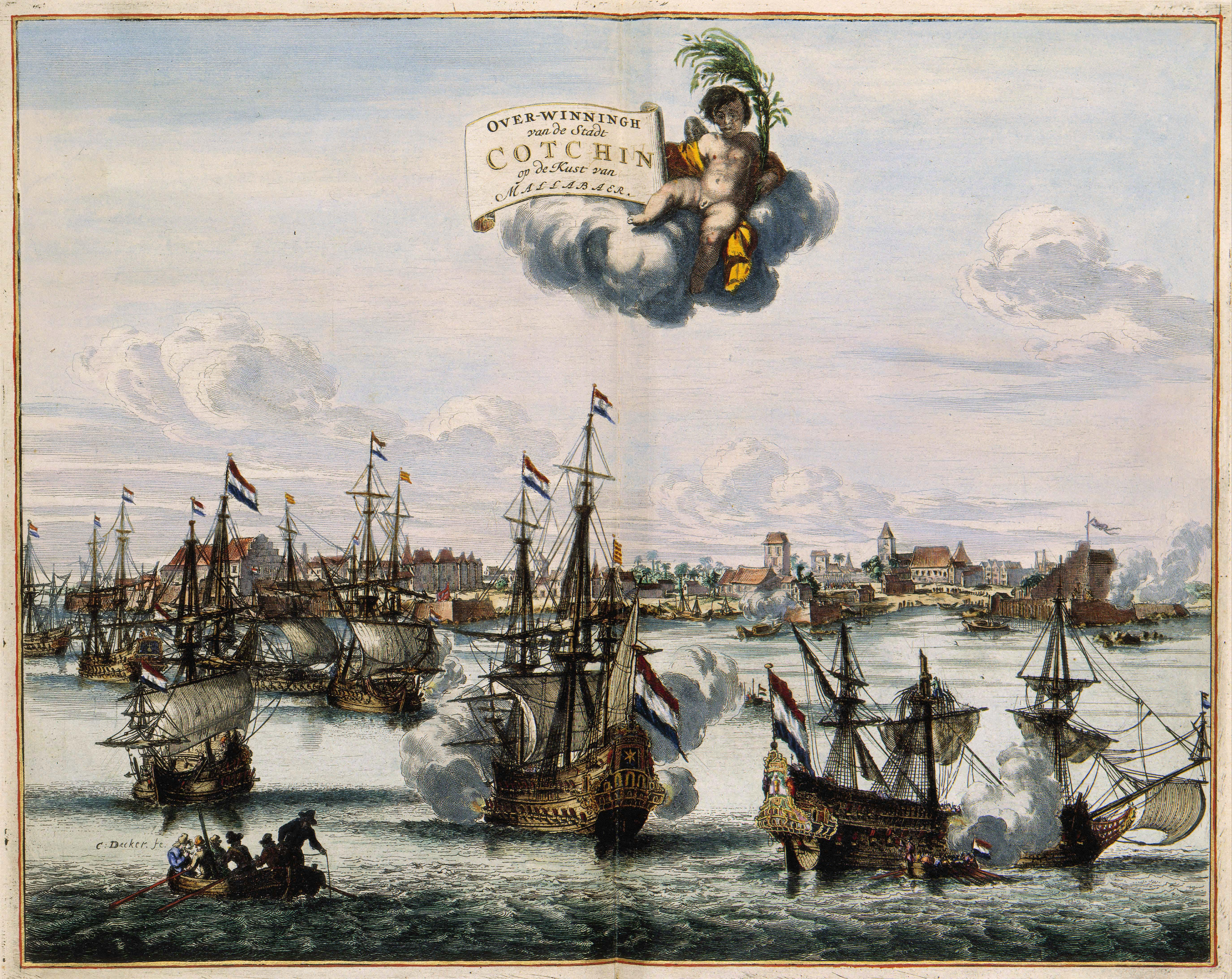
Prise de Kochi aux Portugais par la compagnie des Indes orientales en 1663.

Au XVIe siècle, le Portugal et l'Espagne deviennent, grâce à leurs conquêtes coloniales, les premières puissances européennes, et des puissances mondiales. 
Dès 1580, les Néerlandais lancent des raids sur le Brésil, et s'emparent du Nordeste, de 1630 à 1661, ce qui leur permet d'y créer d'immense plantations de canne à sucre. 
Les Hollandais et les Zélandais sont aussi de redoutables corsaires et arrivent maintes fois à détourner des marchandises de navires d´autres nations européennes.
En 1608, les Néerlandais forment des sociétés par actions (dont la Compagnie des Indes orientales et la Compagnie des Indes occidentales) qui se lancent dans le commerce des épices avec l'Insulinde et l'Inde, et aussi dans la traite négrière. Les Bataves s'empareront des comptoirs portugais en Angola, puis sur tout le pourtour de l'Afrique et dans l'océan Indien. Aux Amériques, ils sont beaucoup moins présents et on estime qu'ils n'assureront au total qu'à peine 4 % de la traite négrière dans l'ensemble de l'histoire de l'esclavage. Dès 1619, les Néerlandais  fondent à Java le comptoir de Batavia et supplantent ainsi les Portugais  dans le commerce des épices avec l'Insulinde, dont ils s´assurent le monopole.
En 1626, le navigateur Pierre Minuit achète l'île de Manhattan à des Indiens pour la valeur de 60 florins en colifichets et verroteries. Pendant une quarantaine d'années, les Néerlandais coloniseront la région comprise entre les fleuves Delaware et Connecticut : la Nouvelle-Néerlande. À la suite de la Deuxième guerre anglo-néerlandaise, les Anglais obtiennent la colonie nord-américaine néerlandaise, alors peuplée de 7 000 à 10 000 colons, contre le Suriname anglais. Cet échange permet aux Néerlandais d'écarter une nation rivale de la Côte sauvage sud-américaine, zone qui se trouve entre les embouchures de l'Orénoque et de l'Amazone.
Les Néerlandais ont apporté nombre de connaissances en géographie, cartographie et dans la construction navale. Plusieurs  navigateurs hollandais laisseront leurs noms dans l'histoire et la géographie : Abel Tasman, qui explora le sud de l'Australie et à qui la mer de Tasman doit son nom, Willem Schouten qui découvrit le cap Horn, Hudson, Baffin, Abel Dirrecksen, etc.

### Les navigateurs néerlandais

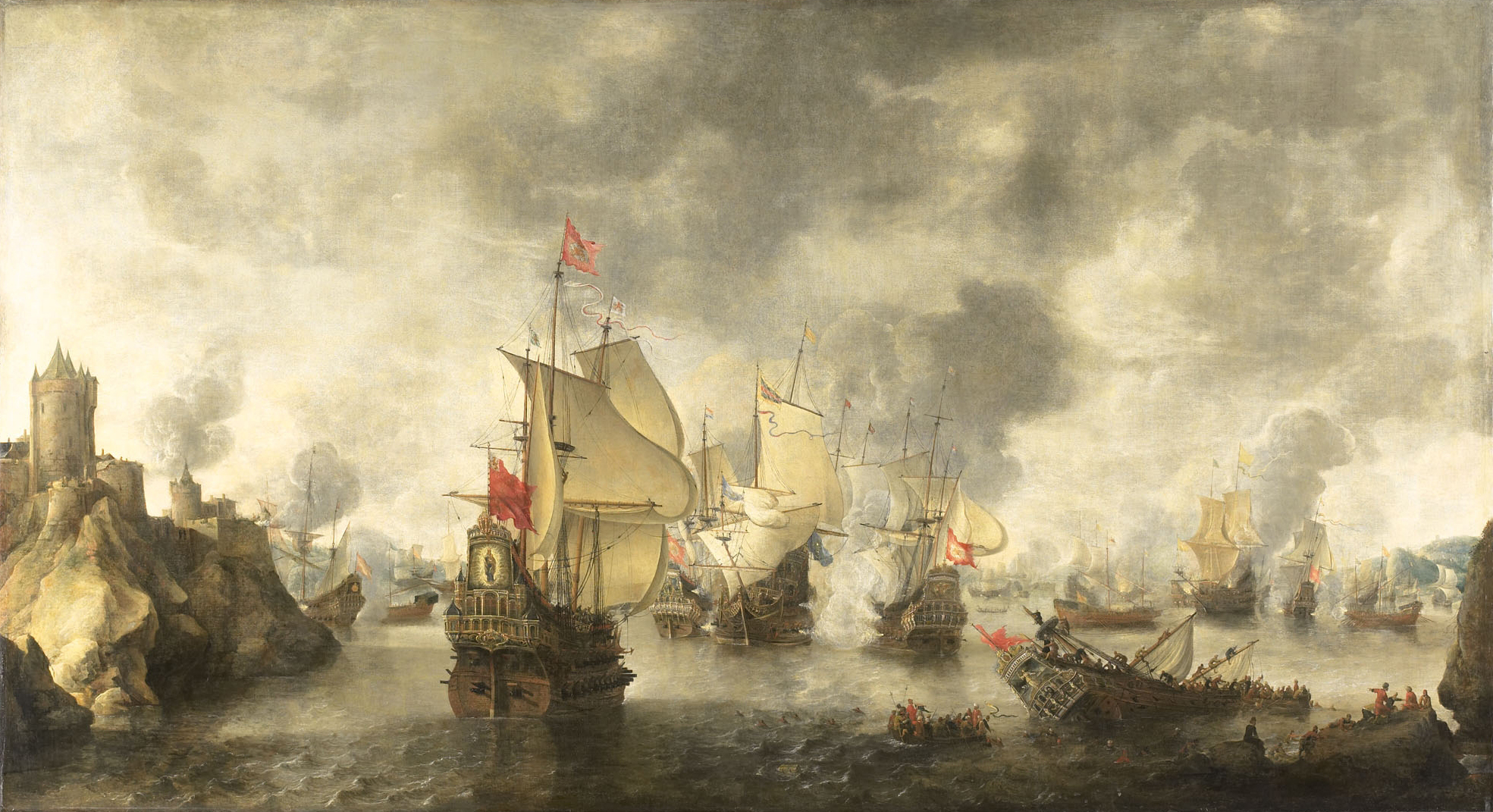
Bataille de Focchies, où s'affrontent une flotte combinée de vaisseaux néerlandais et vénitiens contre l'Empire ottoman durant la guerre de Crête en 1656.

En 1652, les explorateurs néerlandais trouvèrent commode d'installer un comptoir permanent en Afrique du Sud pour y faire escale lors des retours en provenance des Indes Orientales. C'est ainsi que Le Cap fut fondé. La côte sud-africaine fut rebaptisée par la suite : Windhoek (« le coin venteux ») en Namibie, Franshoek (« le coin des Français ») ou Vereniging (« réunion ») en Afrique du Sud, pôles majeurs du futur État du Transvaal où les Boers (« fermiers ») séjourneront et établiront plus tard les bases raciales de l'apartheid.
Le commerce des épices avec les Indes se révèle lucratif, à tel point que la Compagnie néerlandaise des Indes orientales devient une menace pour le royaume espagnol, dont elle rachète allègrement les colonies (Aruba) afin d'étendre ses compétences. Sur l'océan indien, la ville de Batavia (actuelle Jakarta) est conquise (1619) et rebâtie à l'image d'Amsterdam, (canaux, pignons de style hollandais), de même pour Bandoeng (en français  Bandung). À la tête de cette compagnie des Indes orientales, les "Messieurs Douze" sont de véritables gouverneurs, dont le pouvoir politique est immense. En 1621 est fondée la Compagnie néerlandaise des Indes occidentales, spécialisée dans le commerce avec l'Amérique, et notamment celui des fourrures venues d'Amérique du Nord. L'essor colonial favorise la création de manufactures et de raffineries de sucre. On fabrique tissu, armes, verre pour les échanger contre des esclaves.
L'action des Néerlandais aura ruiné le Portugal, qui pour se protéger devra faire appel à l'Angleterre. En contrepartie, les Anglais obtiendront des monopoles commerciaux avec le Portugal et le Brésil : on a dit que le Brésil fera désormais partie de "l'empire invisible britannique".
Au XVIIe siècle, les navires hollandais sont les mieux armés du monde, en partie grâce au succès de la Compagnie des Indes.

### Culture et patrimoine: l'héritage du siècle d'or

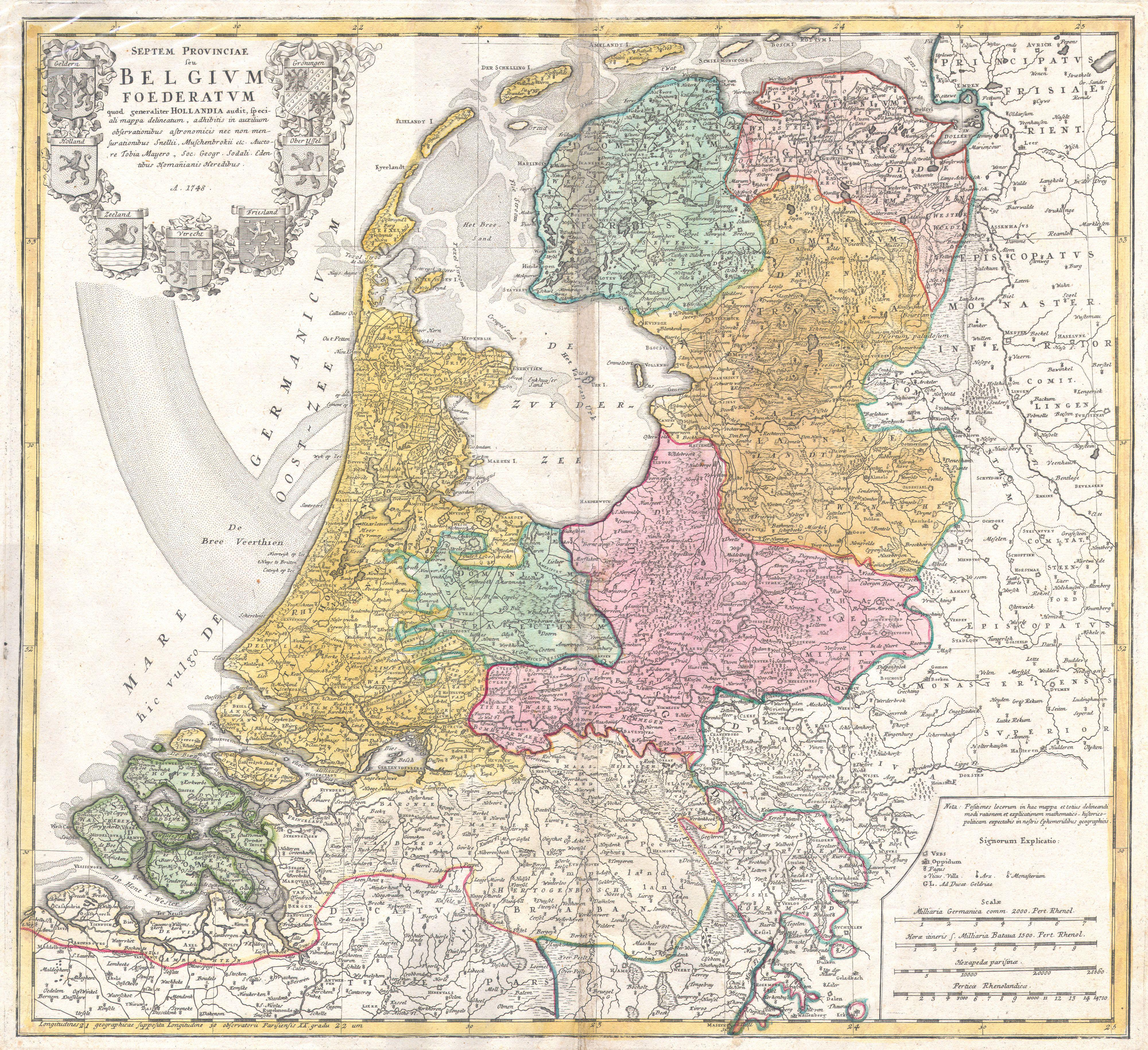
Carte des Pays-Bas de 1748.

C'est au Siècle d'Or que s'expriment tous les talents : dans le domaine maritime, les Provinces-Unies sont pionnières en matière de technologies. Le sextant (inventé au XVIIe siècle par un pasteur calviniste d'Amsterdam), le yacht (abusivement prononcé à l'anglaise) ainsi que de nombreux termes de marine (foc, etc.) sont autant de témoignages de la créativité des Provinces-Unies au Siècle d'Or. De plus, les Hollandais sont les seuls au XVIIe siècle à maîtriser l'armement de navires de manière aussi rapide, ce qui fait d'eux des ennemis redoutables en plus de marins expérimentés (amiraux Tromp
et de Ruyter notamment).
Amsterdam devient un haut lieu de culture et de recherche scientifique, ce qui est permis notamment par la grande liberté de mœurs propre aux Hollandais et à leur héritage calviniste. Les scientifiques européens viennent à Amsterdam pour pouvoir y étudier les sciences de l'anatomie (cf. La Leçon d'anatomie de Rembrandt), que Descartes viendra étudier en 1625 entre autres. Descartes, qui a vécu en plusieurs endroits aux Pays-Bas, a essayé de faire accepter sa philosophie aux universités des Pays-Bas, mais il a rencontré une résistance farouche du côté des théologiens hollandais. La philosophie est aussi représentée par le fameux Spinoza, qui, lui, vivait tranquillement à Rijnsburg sans chercher ouvertement les conflits, mais dont c'étaient plutôt les adhérents et amis qui ont réussi à diffuser sa philosophie panthéiste (ou athée, selon certains) à partir de ce pays. De nombreuses religions sont tolérées à Amsterdam qui rassemble aussi bien protestants (les Français viennent notamment s'y réfugier en 1685 après la révocation de l'édit de Nantes par Louis XIV) que catholiques, sectes (marranes, Juifs du secret). La puissante république dont l'économie ne semble limitée que par le manque de bras, est un réceptacle pour l'immigration juive (dits juifs du Portugal et d'Espagne), allemande, scandinave et des Pays-Bas espagnols. Dans ce contexte, les Néerlandais montrent une grande tolérance pour l'époque.
Les Provinces-Unies deviennent également le siège des artistes : Rembrandt de Leyde, Vermeer de Delft et Frans Hals de Haarlem qui vont s'imposer comme les grands maîtres de l'école hollandaise du XVIIe siècle, Pieter de Hooch, Jan van Goyen, Van Ostade, Willem Claeszoon Heda (natures mortes), les Van de Velde père et fils (scène de batailles marines), Gerrit Berckheyde (vues de villes), Pieter Saenredam (intérieurs d'églises), Jan Steen (scènes d'intérieur), Van Ruysdael (paysages), Meindert Hobbema, les peintres de l'école caravagesque d'Utrecht étant moins reconnus.
Le siècle d'Or des Pays-Bas s'est imposé comme la période charnière de l'histoire des Pays-Bas : siècle de prospérité tant économique et culturelle que militaire. Le modèle social hollandais qui n'a pourtant aucune prétention à s'exporter en Europe va cependant susciter la jalousie des États voisins, notamment la France de Louis XIV qui déclarera la guerre aux Provinces-Unies à la fin du XVIIe siècle (siège de Maastricht où périra d'Artagnan, capitaine des mousquetaires du Roi), scellant par là la fin de la période de gloire et de prospérité des Provinces-Unies.

## La période franco-batave

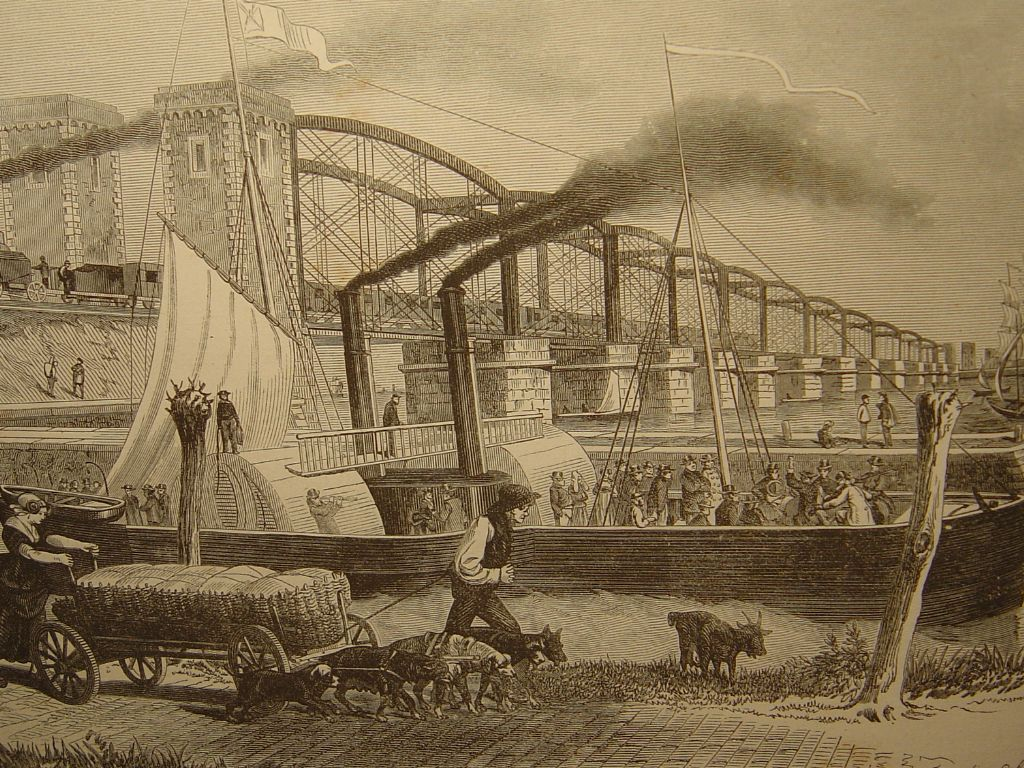
Le pont de Moerdijk, en 1814.

En 1793, la Convention nationale française déclare la guerre à l'Angleterre et aux Provinces-Unies. Après une première tentative de Dumouriez, les armées françaises commandées par Charles Pichegru envahissent en 1795 le Brabant, Utrecht et la Hollande à la faveur de l'hiver qui gèle les canaux. Le stathouder Guillaume V d'Orange-Nassau fuit le 19 janvier. Les patriotes bataves se soulèvent dans les grandes villes et épurent les administrations municipales. Ils fondent la République batave. Alliée à la France dans la guerre contre l'Angleterre, la République batave devient rapidement un de ses satellites. L'influence française sur le pays se fera sentir jusqu'en 1813.
La première Assemblée nationale se réunit le 1er mai 1796 et travaille à l'élaboration d'une constitution. Un premier projet est rejeté par référendum en août 1797. Le 22 janvier 1798, un coup d'État épure l'Assemblée qui rédige un nouveau projet inspiré par la Constitution du 5 fructidor an III qui est adopté en avril. Le 12 juin, un nouveau coup d'État chasse du pouvoir les rédacteurs de la constitution, d'inspiration jacobine, et place au gouvernement des modérés. En 1801, un troisième coup d'État a lieu pour imposer une nouvelle constitution, moins jacobine et plus fédérale. Fatigué par les oppositions rencontrées par son ambassadeur Charles-Louis Huguet de Sémonville avec le gouvernement batave, Napoléon Bonaparte confie à Rutger Jan Schimmelpenninck la tâche de rédiger une nouvelle constitution, qui est promulguée en avril 1805. Schimmelpenninck devient le chef de l'État, le grand-pensionnaire.
Un an plus tard, Napoléon force la disparition de la République batave en replaçant le grand pensionnaire par son frère Louis Bonaparte, qui devient roi de Hollande. Jusqu'en 1810, le nouveau roi essaie de résister aux exigences de son frère mais il finit par abdiquer en juillet. La Hollande est alors annexée par la France et divisée en départements français. 
En 1813, les armées françaises sont chassées des départements hollandais et le fils du dernier stathouder débarque à Schéveningue. Il devient roi des Pays-Bas en 1815 sous le nom de Guillaume Ier.

## Le royaume uni des Pays-Bas, puis l'indépendance de la Belgique

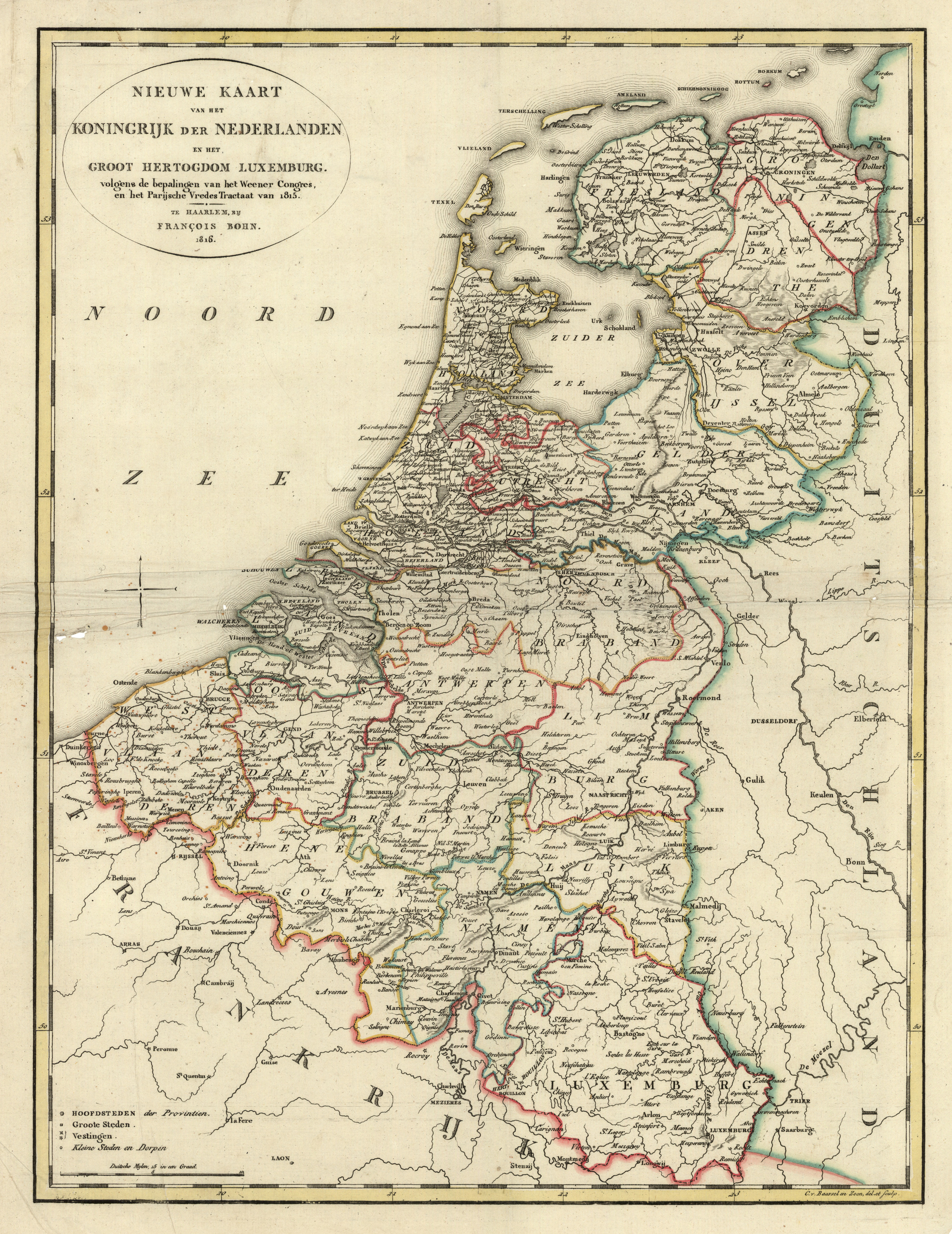
Carte du royaume uni des Pays-Bas et Luxembourg, en 1815.

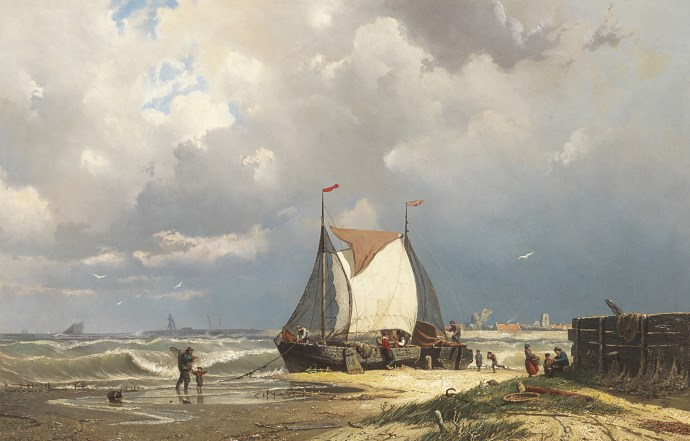
Peinture d'un bateau à Uitdam, vers 1880.

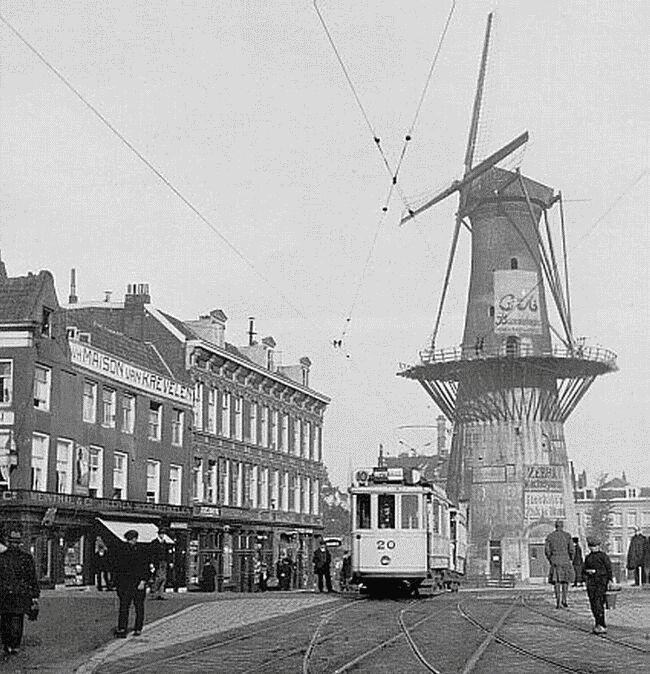
Rotterdam en 1920.

Le royaume des Pays-Bas, fondé lors du congrès de Vienne de 1815 sous le nom de « royaume uni des Pays-Bas », rassemble alors les actuels territoires du Benelux, réunissant ainsi les Pays-Bas septentrionaux et méridionaux, ainsi que les colonies néerlandaises, dont la plus importante est les Indes orientales néerlandaises, actuelle Indonésie. 
Son premier roi est Guillaume d'Orange-Nassau, un des vainqueurs de la bataille de Waterloo. 
Le royaume dispose de deux capitales : Amsterdam et Bruxelles.
Une révolution éclate le 25 août 1830 à Bruxelles et gagne bientôt toute la Belgique, constituant alors les provinces catholiques du royaume uni des Pays-Bas, en raison du mécontentement croissant des catholiques envers le souverain protestant Guillaume Ier, entraînant la scission de ces provinces pour former le nouveau royaume de Belgique, qui intègre également la moitié occidentale du Luxembourg.
La moitié orientale reste unie au royaume des Pays-Bas jusqu'en 1839, date à laquelle elle est érigée en État indépendant, le grand-duché de Luxembourg, membre de la confédération germanique. 
Le Luxembourg et le royaume des Pays-Bas restent toutefois jusqu'en 1890 en union personnelle, c'est-à-dire partageant le même souverain.  
Guillaume Ier abdique en 1840 en faveur de Guillaume II qui entreprend par le biais d'une commission la révision de la Constitution afin de libéraliser le royaume. 
Le pays est en effet en proie à des troubles dus à la crise sociale qui s'exacerbe entre 1845 et 1849. 
Cette révision se fait sous les auspices de Thorbecke, le père du libéralisme néerlandais.
Le processus donne naissance à une constitution qui est toujours celle en vigueur aujourd'hui aux Pays-Bas, après des révisions (non structurelles) en 1887, 1817 et 1922.   
Les Pays-Bas connaissent une période paisible sous le règne de Guillaume III puis de la reine Wilhemine (après la régence de sa mère Emma de 1890 à 1898). 
Dès 1880, le libéralisme s'essouffle pourtant, tandis que les partis confessionnels (catholiques et protestants) se renforcent et s'unissent contre le recul de l'enseignement religieux. 
La démocratisation amorcée dans la seconde partie du XIXe siècle aboutit en 1922 à l'introduction du suffrage universel pour les hommes et les femmes tandis que sur le plan de la politique étrangère, le principal objectif des Pays-Bas reste de préserver leur neutralité, violée uniquement avec l'invasion allemande de 1940.

## Les Pays-Bas durant la Première Guerre mondiale
Puissance neutre depuis 1839 (date à laquelle le pays reconnaît l'indépendance de la Belgique lors du traité des XXIV articles faisant suite à la révolution belge de 1830), les Pays-Bas poursuivent cette politique de neutralité durant la Première Guerre mondiale. Cela donne l'occasion à ce pays conservateur d'apporter son soutien à la Belgique neutre occupée par les Allemands et de poursuivre le développement de son économie.

## Les Pays-Bas depuis la Seconde Guerre mondiale

### Démantèlement de l'Empire colonial
La Seconde Guerre mondiale a vu l'effondrement de l'armée néerlandaise et le contrôle de ses colonies orientales par les Japonais, ceci marque le déclin de la puissance commerciale coloniale néerlandaise. En 1945 l'indépendance de l'Indonésie est proclamée par Sukarno, poussé par les Japonais se retirant du pays. Il s'ensuit un conflit de quatre ans au terme duquel les Pays-Bas sont conduits à reconnaître l'indépendance indonésienne. 

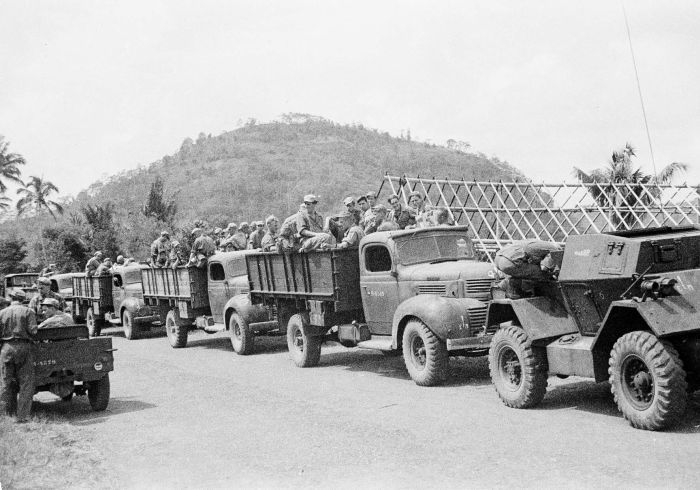
Colonne militaire néerlandaise en 1947.
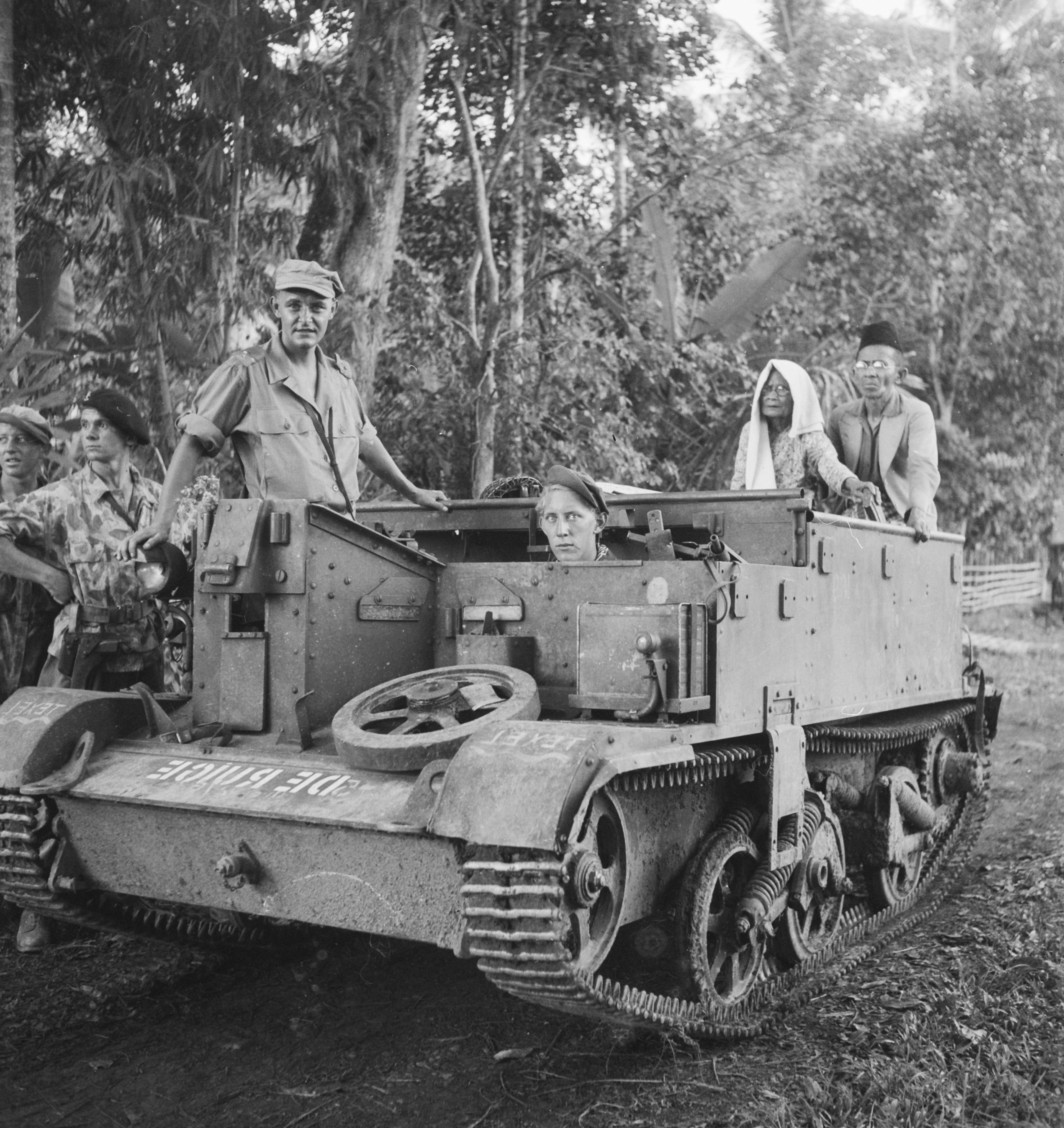
Couple d'Indonésiens âgés dans un char néerlandais en 1947.
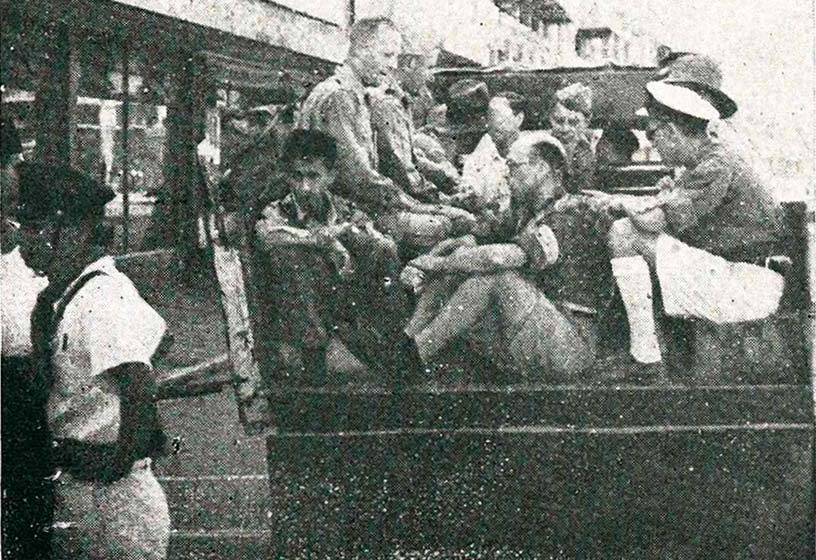
Prisonniers néerlandais aux mains des indépendantistes indonésiens, vers 1946.
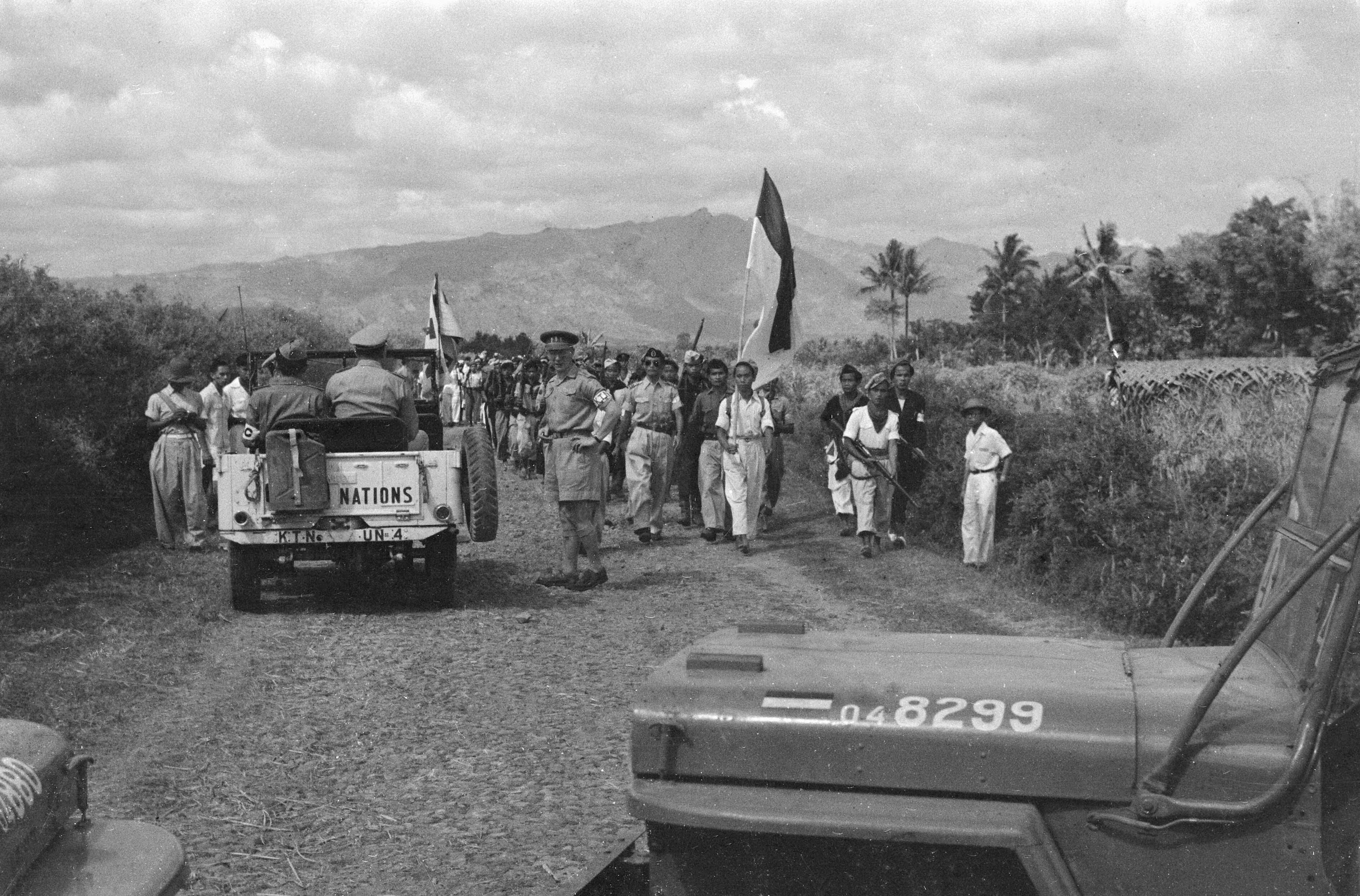
Rencontre en 1949 entre des officiers néerlandais et indonésiens, en présence de représentants des Nations unies.

En 1948, les Pays-Bas approuvent le principe d'une autonomie des Antilles néerlandaises, autonomie qui est proclamée en 1954. Le royaume compte depuis cette date plusieurs entités autonomes égales en droit et comportant chacune une constitution propre. En 1975 la Guyane néerlandaise, actuel Suriname, prend son indépendance du royaume. Enfin en 1986, l'île d'Aruba se détache des Antilles néerlandaises pour former la troisième entité du royaume. 

### Intégration économique régionale
Dès sa libération la nécessité de la reconstruction de la métropole permet cependant de relancer son économie. Et la perte des marchés de son ancien empire coloniale est très largement compensée par l'intensification des échanges économiques avec ses voisins européens et occidentaux, avec qui les liens se renforcent : les bases du Benelux sont posées dès 1944, les Pays-Bas sont membres fondateurs de l'OTAN en 1949, du Conseil de l'Europe la même année, et des autres institutions européennes, dont la Communauté économique européenne en 1957. Cette intégration dans l'économie internationale permet aux Pays-Bas de bénéficier pleinement de l'essor des Trente Glorieuses. 

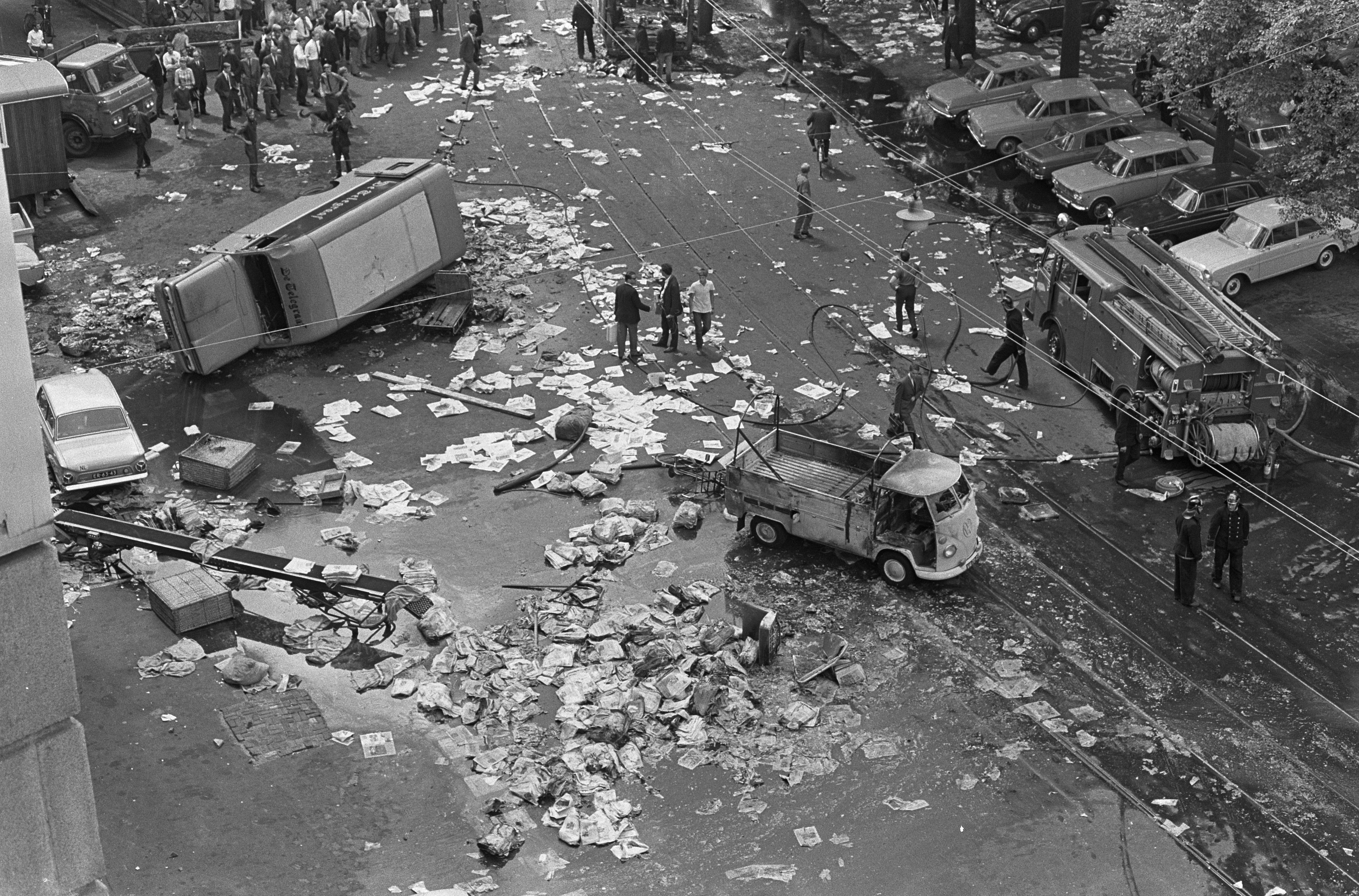
Après des émeutes, dégâts dans une artère d'Amsterdam, le 14 juin 1966. Au milieu de débris, un véhicule a été renversé, un autre incendié.

Prospère économiquement, ouvert sur le monde, le pays a sa part dans les mouvements de contestations de la société de consommation, qui naissent en occident. Amsterdam joue ainsi un rôle central dans l'émergence du mouvement contestataire Provo, initié dans les happenings de l'artiste Robert Jasper Grootveld, sur le Spui, à partir de 1964. Mais les émeutes et les affrontements avec la police se multiplient. Le 10 mars 1966, des bombes fumigènes sont jetées au passage du cortège nuptial, juste avant le mariage à la Westerkerk de la princesse Béatrix avec le diplomate allemand Claus von Amsberg. Le 13 juin 1966 et pendant plusieurs jours, consécutive à une manifestation d'ouvriers du bâtiment vite rejoints par d'autres mécontents, notamment des jeunes, une flambée de violence ravage le centre historique. Selon un bilan qui aurait pu être encore plus grave, on comptabilise des dizaines de blessés, mais un seul mort, Jan Weggelaar, un ouvrier de cinquante ans décédé d'une crise cardiaque au début des troubles. Durant des années, de nombreux squatters sont expulsés par la force. Le 30 avril 1980, alors que Béatrix prête serment lors de son accession au trône, les protestataires, composés en majorité de membres du « mouvement des squatteurs », affrontent la police à l'extérieur de la Nieuwe Kerk, au cours des « émeutes du couronnement » qui sont aujourd'hui considérés comme l'un des pires épisodes d'émeutes ayant eu lieu en temps de paix dans l'Histoire du pays. 
L'essor économique est soutenu dans les années 1960 par l'exploitation des gisements de gaz, ce qui contribue entre autres mécanismes complexes à l'accroissement du cours du florin néerlandais. Ceci a des effets négatifs sur la compétitivité du pays : ce phénomène est à l'origine de la naissance du terme économique de maladie hollandaise. Le premier choc pétrolier dans les années 1970, puis le deuxième, touchent sévèrement le pays. Cependant, de plus en plus tertiarisé, le pays reste aujourd'hui une puissance et un pôle économique important dans le cadre de la mondialisation.